# Kansas City Chiefs
O Kansas City Chiefs é um time profissional de futebol americano sediado em Kansas City, Missouri. Os Chiefs competem na National Football League (NFL) como um clube membro da divisão oeste da American Football Conference (AFC). A equipe foi fundada em 1960 como Dallas Texans pelo empresário Lamar Hunt e foi membro fundador da American Football League (AFL). Em 1963, a equipe mudou-se para Kansas City e assumiu seu nome atual. Os Chiefs se juntaram à NFL como resultado da fusão em 1970.
A equipe foi avaliada em 2024 em pelo menos US$ 4,8 bilhões de dólares. Clark Hunt, filho de Lamar Hunt, fundador da equipe, é o atual presidente e CEO. Enquanto as participações de Lamar passaram coletivamente para sua viúva e seus filhos após sua morte em 2006, Clark representa os Chiefs em todas as reuniões da liga e tem autoridade máxima em mudanças.
Os Chiefs venceram três campeonatos da AFL em 1962, 1966 e 1969 e se tornaram a segunda equipe da AFL (depois do New York Jets) a derrotar uma equipe da NFL em um Super Bowl quando derrotaram o Minnesota Vikings no Super Bowl IV. Os Chiefs foram a segunda equipe, depois do Green Bay Packers, a aparecer em mais de um Super Bowl (e a primeira equipe da AFL a fazê-lo) e a primeira a aparecer em duas décadas diferentes.
Desde a segunda metade da década de 2010, os Chiefs alcançaram um desempenho dinástico sob o comando do técnico Andy Reid, do quarterback Patrick Mahomes, do tight end Travis Kelce e do defensive tackle Chris Jones, aparecendo em quatro Super Bowls desde 2019 e sendo vitoriosos em três: LIV, LVII e LVIII.

## História

### Anos 60
Em 1959, Lamar Hunt iniciou discussões com outros empresários para estabelecer uma liga de futebol americano profissional que rivalizasse com a National Football League (NFL). O desejo de Hunt de garantir um time de futebol americano foi intensificado depois de assistir ao jogo da NFL Championship de 1958 entre o New York Giants e o Baltimore Colts. Depois de tentativas frustradas de comprar e transferir o Chicago Cardinals da NFL para sua cidade natal de Dallas, Texas, Hunt foi para a NFL e pediu para criar uma franquia de expansão em Dallas. A NFL recusou, então Hunt estabeleceu a American Football League e começou seu próprio time, o Dallas Texans, para começar a jogar em 1960. Hunt contratou um assistente técnico pouco conhecido do time de futebol da Universidade de Miami, Hank Stram, para ser treinador da equipe depois que a oferta de trabalho foi recusada por Bud Wilkinson e Tom Landry.
Depois que Stram foi contratado, Don Klosterman foi contratado como chefe dos olheiros e foi creditado por muitos por trazer uma riqueza de talentos para o time, muitas vezes escondendo jogadores da NFL e usando meios criativos para consegui-los.

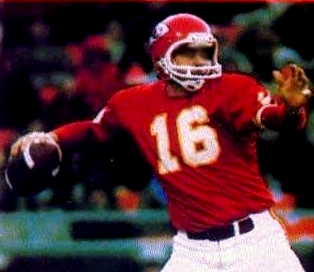
Len Dawson levou os Chiefs à vitória no Super Bowl IV e foi introduzido no Hall da Fama do Futebol Profissional em 1987

Os Texans dividiram o Cotton Bowl com o Dallas Cowboys da NFL por três temporadas. Os Texans deveriam ter acesso exclusivo ao estádio até que a NFL colocasse uma equipe de expansão. Embora a equipe tivesse uma média de 24.500 pessoas no Cotton Bowl, os Texans ganharam menos atenção devido ao perfil relativamente baixo interesse na AFL em comparação com a NFL. Nas duas primeiras temporadas da franquia, a equipe conseguiu recordes de 8–6 e 6–8, respectivamente. Em sua terceira temporada, os Texans tiveram um recorde de 11-3 e uma vaga na primeira Final da AFL contra o Houston Oilers. O jogo foi transmitido nacionalmente pela ABC e os Texans derrotaram os Oilers por 20-17 depois de duas prorrogações. O jogo durou 77 minutos e 54 segundos, o que ainda permanece como o mais longo jogo na história do futebol profissional.
Acabou sendo o último jogo que o time jogaria como Dallas Texans. Apesar de competir contra uma equipe do Cowboys que conseguiu apenas um recorde de 9–28–3 em suas três primeiras temporadas, Hunt decidiu que o mercado de mídia de Dallas não poderia sustentar duas franquias de futebol americano profissional. Ele considerou mudar os Texans para Atlanta ou Miami para a temporada de 1963. No entanto, ele foi finalmente influenciado por uma oferta do prefeito de Kansas City, Harold Roe Bartle. Bartle prometeu triplicar as vendas de ingressos da temporada da franquia e ampliar a capacidade de assentos do Municipal Stadium para acomodar a equipe.
Hunt concordou em transferir a franquia para Kansas City em 22 de maio de 196, e em 26 de maio a equipe foi rebatizada como Kansas City Chiefs. Hank Stram inicialmente planejava manter o nome Texans, mas um concurso de fãs determinou o nome "Chiefs" em homenagem ao apelido do prefeito Bartle. Um total de 4.866 inscrições foram recebidas, com 1.020 nomes diferentes sendo sugeridos, incluindo um total de 42 participantes que selecionaram "Chiefs". Os dois nomes que receberam os votos mais populares foram "Mules" e "Royals" (que, 6 anos depois, seria o nome da franquia de expansão da Major League Baseball).
A franquia tornou-se uma das equipas mais fortes da agora próspera American Football League, com mais aparições nos playoffs (empatada com o Oakland Raiders) e com o maior número de títulos da AFL (3).
O domínio da equipe ajudou Lamar Hunt a se tornar uma figura central nas negociações com o comissário da NFL, Pete Rozelle, para chegar a um acordo sobre uma fusão entre a AFL e a NFL. Nas reuniões entre as duas ligas, um jogo foi acordado para ser jogado em janeiro de 1967 após a conclusão das respectivas temporadas de 1966 das ligas. Hunt insistiu em chamar o jogo de "Super Bowl" depois de ver seus filhos brincando com um brinquedo popular na época, um Super Ball. Enquanto os primeiros jogos foram designados "AFL-NFL World Championship Game", o nome Super Bowl tornou-se seu título oficialmente licenciado nos próximos anos.

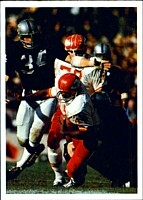
Os Chiefs ganharam dos Raiders na Final da AFL em 1969

Os Chiefs chegaram a um recorde de 11–2‑1 em 1966 e derrotaram o Buffalo Bills no AFL Championship Game. Os Chiefs foram convidados a jogar contra o campeão da NFL, Green Bay Packers, no Super Bowl I. Green Bay venceu o jogo por um placar de 35-10.
Apesar de perder para o rival da divisão Oakland Raiders por duas vezes na temporada regular de 1969, as duas equipes se encontraram pela terceira vez no AFL Championship Game, onde o Kansas City venceu por 17-7. O quarterback reserva Mike Livingston liderou o time em seis vitórias consecutivas, depois que Len Dawson sofreu uma lesão na perna, o que o manteve fora da maioria dos jogos da temporada. Dawson voltou da contusão e liderou os Chiefs até o Super Bowl IV. Contra o campeão da NFL, Minnesota Vikings, que era favorito por 12½, os Chiefs dominaram o jogo e venceram por 23-7. Dawson foi eleito o MVP do jogo depois de completar 12 de 17 passes por 142 jardas e um touchdown.
Na temporada seguinte, os Chiefs e o restante da American Football League se uniram à National Football League depois que a fusão AFL-NFL se tornou oficial. Os Chiefs foram colocados na Divisão Oeste da American Football Conference.
De 1960 a 1969, os Chiefs/Texans ganharam 87 jogos, o maior número na história dos 10 anos da AFL.

### Anos 70
Em 1970, os Chiefs ganharam apenas sete jogos em sua primeira temporada na NFL. Na temporada seguinte, os Chiefs registraram um recorde de 10–3‑1 e conquistaram a divisão oeste da AFC. O treinador Hank Stram considerou seu time de 1971 como seu melhor time. A maioria das peças do time que venceu o Super Bowl IV dois anos antes ainda estavam na temporada de 1971. Os Chiefs empataram com o Miami Dolphins para o melhor recorde na AFC, e ambas as equipes se enfrentaram em um jogo de playoffs no dia de Natal, que os Chiefs perderam por 27-24 depois de duas prorrogações. O jogo superou o AFL Championship Game de 1962 como o mais longo de todos os tempos com 82 minutos e 40 segundos. O jogo também foi o último jogo de futebol no Estádio Municipal de Kansas City.
Em 1972, os Chiefs se mudaram para o recém-construído estádio Arrowhead, no Complexo Esportivo Truman, fora do centro de Kansas City. O primeiro jogo da equipe em Arrowhead foi contra o St. Louis Cardinals em que o Chiefs venceram por 24-14. O Linebacker Willie Lanier e o quarterback Len Dawson ganhou o prêmio de Homem do Ano da NFL em 1972 e 1973, respectivamente. Os Chiefs não voltariam à pós-temporada pelo resto da década de 1970.
Hank Stram foi demitido após um recorde de 5-9 na temporada de 1974 e muitos dos futuros membros Hall of Fame partiriam em meados da década. De 1975 a 1988, os Chiefs se tornaram motivo de chacota da NFL. Cinco treinadores principais lutaram para alcançar o mesmo sucesso que Stram que deixou um recorde compilado de 81–121–1.

### 1980–1988
Em 1980, o técnico Marv Levy cortou o futuro Hall of Fame Jan Stenerud para o pouco conhecido Nick Lowery, que se tornaria o melhor kicker da NFL nos próximos 14 anos. Em 1981, Joe Delaney correu para 1.121 jardas e foi nomeado o Novato do Ano da AFC. Os Chiefs terminaram a temporada com um recorde de 9-7 e entraram na temporada de 1982 com otimismo. No entanto, a greve da Associação de Jogadores da NFL acabou com as chances dos Chiefs de retornar à pós-temporada pela primeira vez em mais de uma década. O treinador Joe Delaney, acabou morrendo ao tentar salvar várias crianças de se afogar em um lago perto de sua casa em Louisiana.
Os Chiefs cometeram um erro ao selecionar o quarterback Todd Blackledge ao invés de grandes nomes do futuro, como Jim Kelly e Dan Marino, no Draft de 1983. Blackledge nunca foi titular em uma temporada completa em Kansas City, enquanto Kelly e Marino chegaram até o Hall of Fame. Enquanto os Chiefs sofriam no ataque, eles tinham uma forte unidade defensiva composta por Pro Bowlers como: Bill Maas, Albert Lewis, Art Still e Deron Cherry.
John Mackovic assumiu o cargo de treinador para a temporada de 1983, depois que Marv Levy foi demitido. Nas quatro temporadas seguintes, Mackovic treinou os Chiefs para um recorde de 30-34 e levou a equipe para sua primeira aparição na pós-temporada em 15 anos nos playoffs de 1986 da NFL. Eles perderam para o New York Jets na rodada de wild-card. Apesar de liderar os Chiefs apenas na terceira temporada vitoriosa e na segunda aparição nos playoffs desde a fusão, Mackovic foi demitido pelo que Hunt descreveu como: "falta de química". Frank Gansz serviu como treinador principal nas duas próximas temporadas, mas venceu apenas oito dos 31 jogos.

### 1989–2008

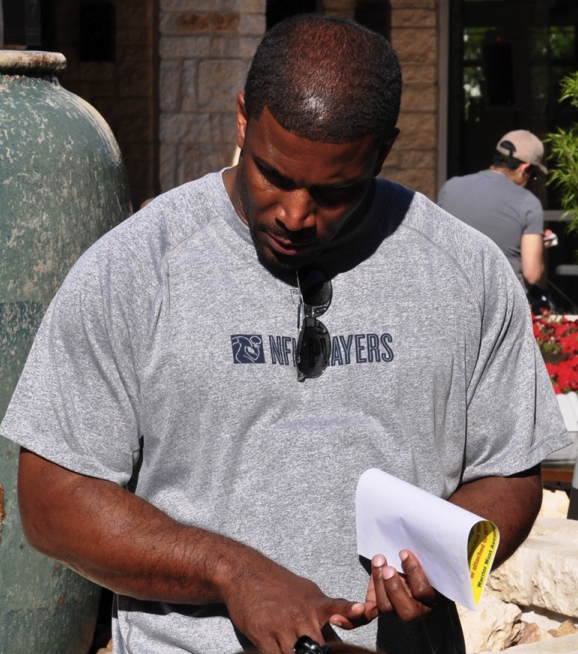
Priest Holmes tornou-se um dos principais Running Back da liga no início dos anos 2000

Em 19 de dezembro de 1988, o proprietário Lamar Hunt contratou Carl Peterson como novo presidente da equipe, gerente geral e diretor executivo. Peterson demitiu o treinador Frank Gansz duas semanas depois de assumir o cargo e contratou Marty Schottenheimer como o sétimo técnico do clube. Nos Drafts de 1988 e 1989, os Chiefs escolheram o Defensive end Neil Smith e o Linebacker Derrick Thomas, respectivamente. A defesa que Thomas e Smith ancoraram em suas sete temporadas juntos foi uma grande razão pela qual os Chiefs chegaram à pós-temporada em seis anos consecutivos.
No mandato de Schottenheimer como treinador principal (1989-1998), a equipe registrou um recorde de 101–58–1 e conquistou sete vagas nos playoffs. A temporada de 1993 dos Chiefs foi a mais bem sucedida da franquia em 22 anos. Com o quarterback recém-adquirido Joe Montana e o running back Marcus Allen, dois ex-campeões do Super Bowl e MVPs, os Chiefs tiveram um recorde de 11-5 e derrotaram o Pittsburgh Steelers e o Houston Oilers a caminho da primeira e única participação da franquia no AFC Championship Game contra o Buffalo Bills. Os Chiefs perderam o jogo por 30-13. A vitória do Chiefs em 16 de janeiro de 1994, contra os Oilers, foi a última vitória da franquia em playoffs até a vitória por 30-0 sobre o Houston Texans em 9 de janeiro de 2016.
Nos playoffs de 1995, os Chiefs receberam o Indianapolis Colts em um jogo frio e úmido no final da tarde no Arrowhead Stadium. O Kansas City perdeu o jogo por 10-7 depois que o kicker Lin Elliot ter errado três field goals e o quarterback Steve Bono ter jogado três interceptações.
Os Chiefs selecionaram o tight end Tony Gonzalez com a 13ª seleção geral no Draft de 1997, uma jogada que alguns consideraram uma aposta sendo que Gonzalez era basicamente um jogador de basquete na Califórnia. Durante a temporada, o quarterback reserva Rich Gannon assumiu a posição de titular e a equipe teve outra temporada com um recorde de 13-3. O treinador Marty Schottenheimer escolheu Elvis Grbac para iniciar o jogo dos playoffs contra o Denver Broncos, apesar dos sucessos de Gannon nas semanas anteriores. A produção de Grbac no jogo foi ruim e os Chiefs perderam para os Broncos por 14-10.
O técnico Schottenheimer anunciou sua demissão dos Chiefs após a temporada de 1998 e o coordenador defensivo Gunther Cunningham assumiu as funções de treinador nas duas próximas temporadas, acumulando um recorde de 16-16. Depois de supostamente ler online que ele seria dispensado das funções, o treinador Gunther Cunningham foi demitido.

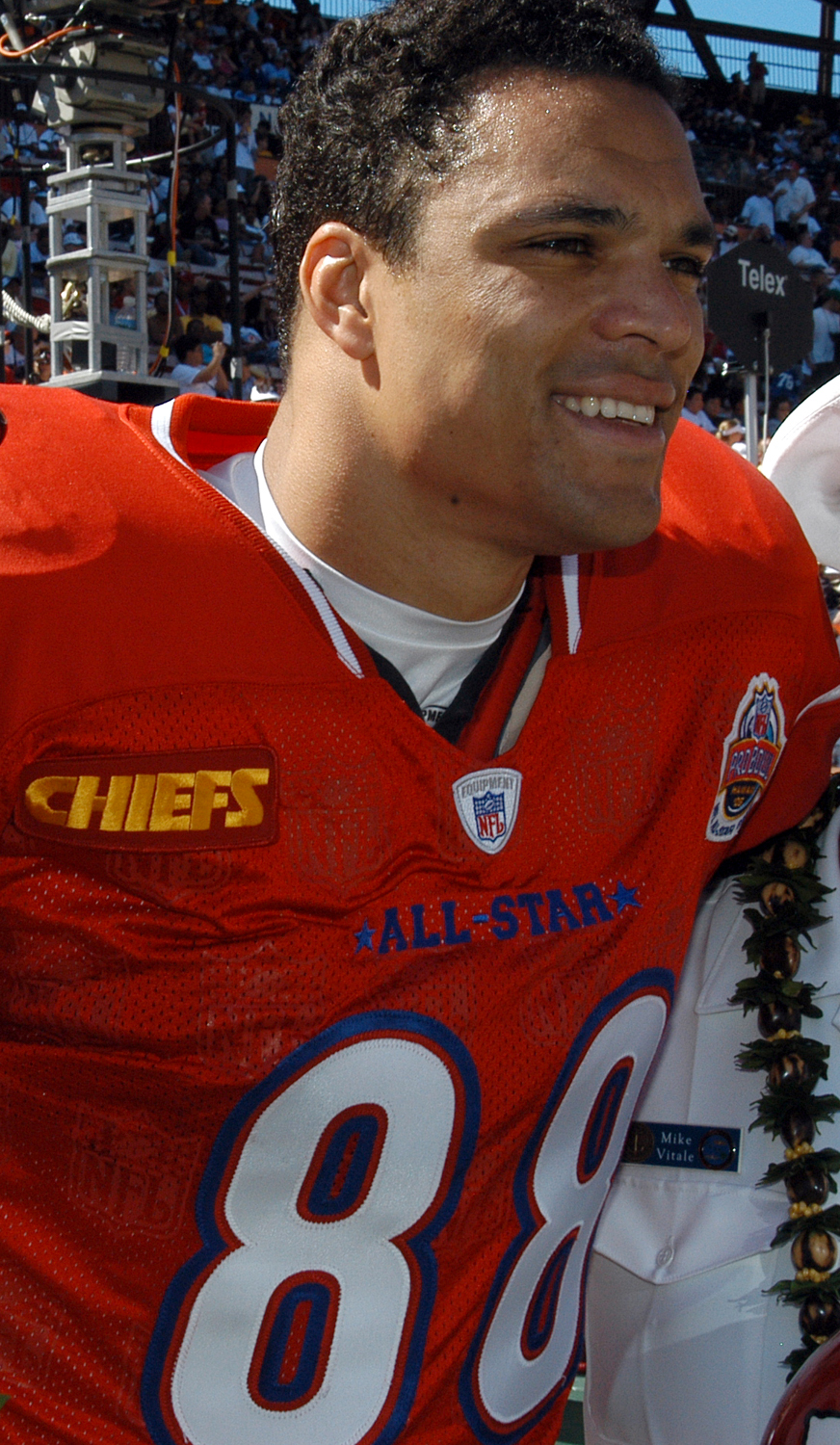
Tony Gonzalez no Pro Bowl de 2005

Buscando mudar o plano de jogo dos Chiefs, que contou com uma estratégia defensiva difícil na última década, Carl Peterson contatou Dick Vermeil para a vaga de treinador principal dos Chiefs para a temporada de 2001. Vermeil levou anteriormente o St. Louis Rams a uma vitória no Super Bowl XXXIV. Vermeil foi contratado em 12 de janeiro. Os Chiefs então trocaram uma escolha de primeira rodada no Draft de 2001 em troca do quarterback Trent Green do St. Louis e assinou com o free agent Priest Holmes para ser o ponto principal da equipe no ataque.
Em 2003, o Kansas City começou a temporada com nove vitórias consecutivas, um recorde da franquia. Eles terminaram a temporada com um recorde de 13-3 e o ataque da equipe liderou a NFL em várias categorias sob a direção do Técnico Ofensivo do ano pela USA Today, Al Saunders. O running back Holmes superou o recorde de touchdown de única temporada de Marshall Faulk ao marcar seu 27º touchdown contra o Chicago Bears no último jogo da temporada regular da equipe. A equipe conquistou a segunda colocação nos playoffs de 2004 e recebeu o Indianapolis Colts no Playoff Divisional da AFC. Os Chiefs perderam esse jogo por 38-31. Foi a terceira vez em nove temporadas que os Chiefs tiveram um recorde de 8-0 em casa na temporada regular, mas perderam em seu primeiro jogo na pós-temporada no Arrowhead.

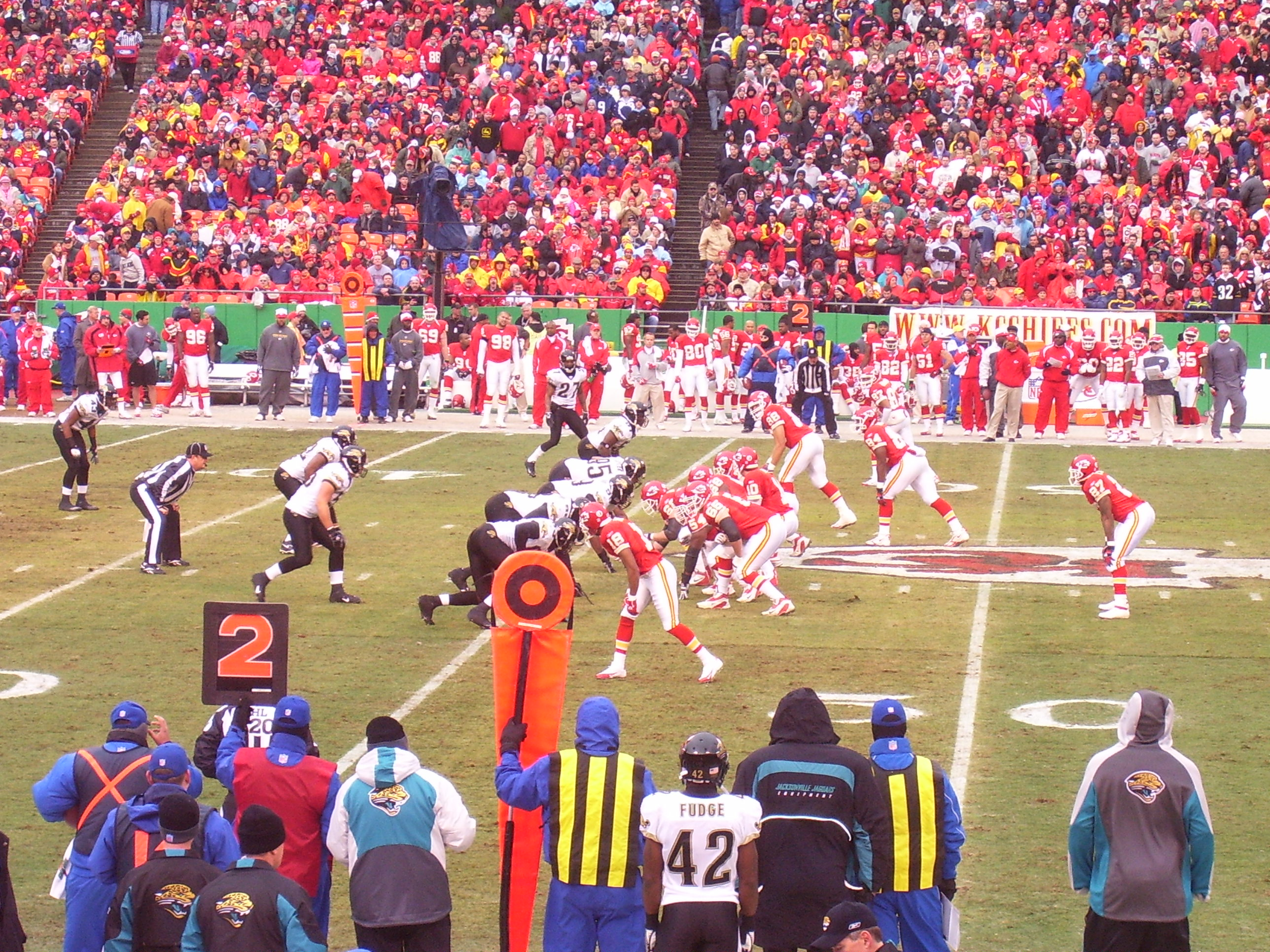
Ao derrotar os Jaguars em 31 de dezembro de 2006, os Chiefs conquistaram um lugar nos playoff após várias outras equipes perderem seus jogos

Depois de um decepcionante recorde de 7-9 em 2004, os Chiefs de 2005 terminaram com um recorde de 10-6, mas não foram para os playoffs. Eles foram a quarta equipe desde 1990 a perder os playoffs com um recorde de 10-6. O running back Larry Johnson foi titular no lugar do machucado Priest Holmes e correu para 1.750 jardas em apenas nove partidas. Antes do último jogo dos Chiefs da temporada, o técnico Dick Vermeil anunciou sua aposentadoria.

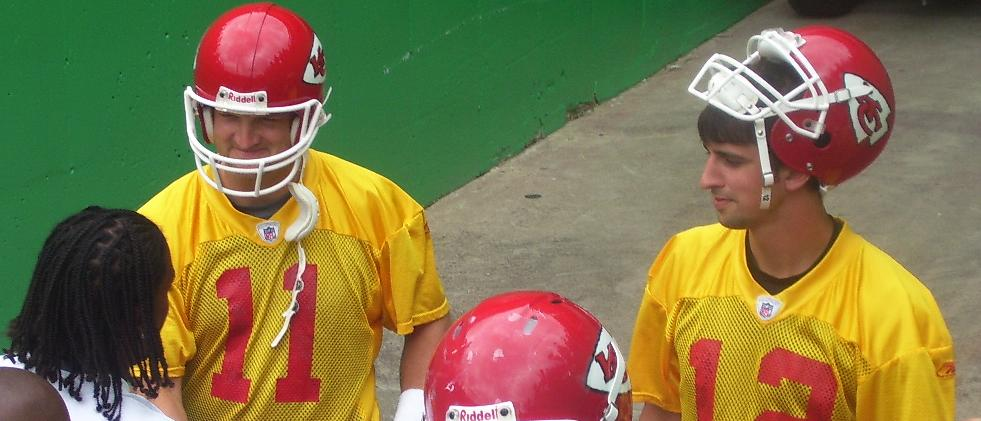
Damon Huard (esquerda) e Brodie Croyle (direita) foram os quarterbacks titulares dos Chiefs após a partida de Trent Green

Depois de duas semanas da renúncia de Vermeil, os Chiefs voltaram às suas raízes defensivas com a seleção de seu próximo treinador. A equipe apresentou Herman Edwards, ex-chefe dos olheiros e treinador do New York Jets. O quarterback Trent Green sofreu uma grave contusão na abertura da temporada da equipe contra o Cincinnati Bengals, que o deixou sem condição de jogo por oito semanas. O quarterback reserva, Damon Huard, assumiu a titularidade com a ausência de Green e levou os Chiefs a um recorde de 5-3.
Kansas City foi premiado com um jogo do Dia de Ação de Graças contra o Denver Broncos em resposta ao lobby do proprietário Lamar Hunt para um terceiro jogo do Dia de Ação de Graças. Os Chiefs derrotaram os Broncos por 19-10 no primeiro jogo do Dia de Ação de Graças em Kansas City desde 1969. Hunt foi hospitalizado na época do jogo e morreu semanas depois em 13 de dezembro devido a complicações com o câncer de próstata. Os Chiefs homenagearam seu dono pelo restante da temporada, assim como o restante da liga.
O running back Larry Johnson estabeleceu um recorde da NFL com 416 corridas em uma temporada. O Kansas City conseguiu sua primeira vaga nos playoffs em três temporadas com um recorde de 9-7 e uma sequência bizarra de seis derrotas de outras equipes da AFC na véspera de Ano Novo, culminando com uma derrota dos Broncos para os 49ers. O Indianapolis Colts recebeu os Chiefs no Wild Card dos playoffs e os derrotou por 23-8.

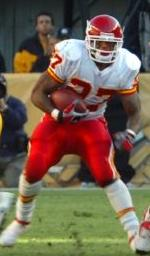
Larry Johnson em 2006

Em 2007, Trent Green foi negociado com o Miami Dolphins deixando a porta aberta para que Damon Huard ou Brodie Croyle se tornassem o novo Quarterback titular. Depois de começar a temporada com um recorde de 4–3, os Chiefs perderam os nove jogos restantes quando o running back Larry Johnson sofreu uma lesão no pé que encerrou sua temporada e a posição de quarterback não tinha estabilidade com Huard e Croyle. Apesar do recorde de 4–12 da equipe, o tight end Tony Gonzalez quebrou o recorde da NFL de Shannon Sharpe para touchdowns como tight end (63) e o defensive end Jared Allen liderou a NFL em sacks nos quarterbacks com 15,5.
Os Chiefs começaram a temporada de 2008 como a equipe mais jovem da NFL. A formação inicial teve uma média de 25,5 anos de idade. Ao liberar vários jogadores veteranos, como o cornerback Ty Law e o wide receiver Eddie Kennison, e trocar o defensive end Jared Allen, os Chiefs começaram um movimento de rejuvenescimento. Os Chiefs tiveram treze seleções no Draft de 2008 e escolheram o Defensive tackle Glenn Dorsey e o jogador de linha ofensiva Branden Albert na primeira rodada. Os analistas rapidamente classificaram as seleções de Kansas City como as melhores de todo o draft.
Entrando na temporada, os Chiefs não tinham certeza se o quarterback Brodie Croyle poderia ser seu quarterback no longo prazo. Croyle se machucou no primeiro jogo da temporada e Damon Huard se tornou o titular. Tyler Thigpen tornou-se titular contra o Atlanta Falcons mas depois de um mau desempenho no qual ele jogou três interceptações, Huard foi re-colocado como quarterback titular. Os Chiefs lutaram fora do campo porque o tight end Tony Gonzalez exigia ser trocado e o running back Larry Johnson estava envolvido em problemas legais.
Croyle retornou para o jogo dos Chiefs contra o Tennessee Titans, mas tanto ele quanto Damon Huard sofreram lesões que terminaram suas temporadas. Os Chiefs reorganizaram seu ataque para um novo plano de ataque espalhado em torno de Tyler Thigpen. O novo ataque do Chiefs foi implementado para ajudar Thigpen a jogar com o melhor de suas habilidades e também após a ausência de Larry Johnson, que foi suspenso por sua conduta fora do campo.

### 2008–2012

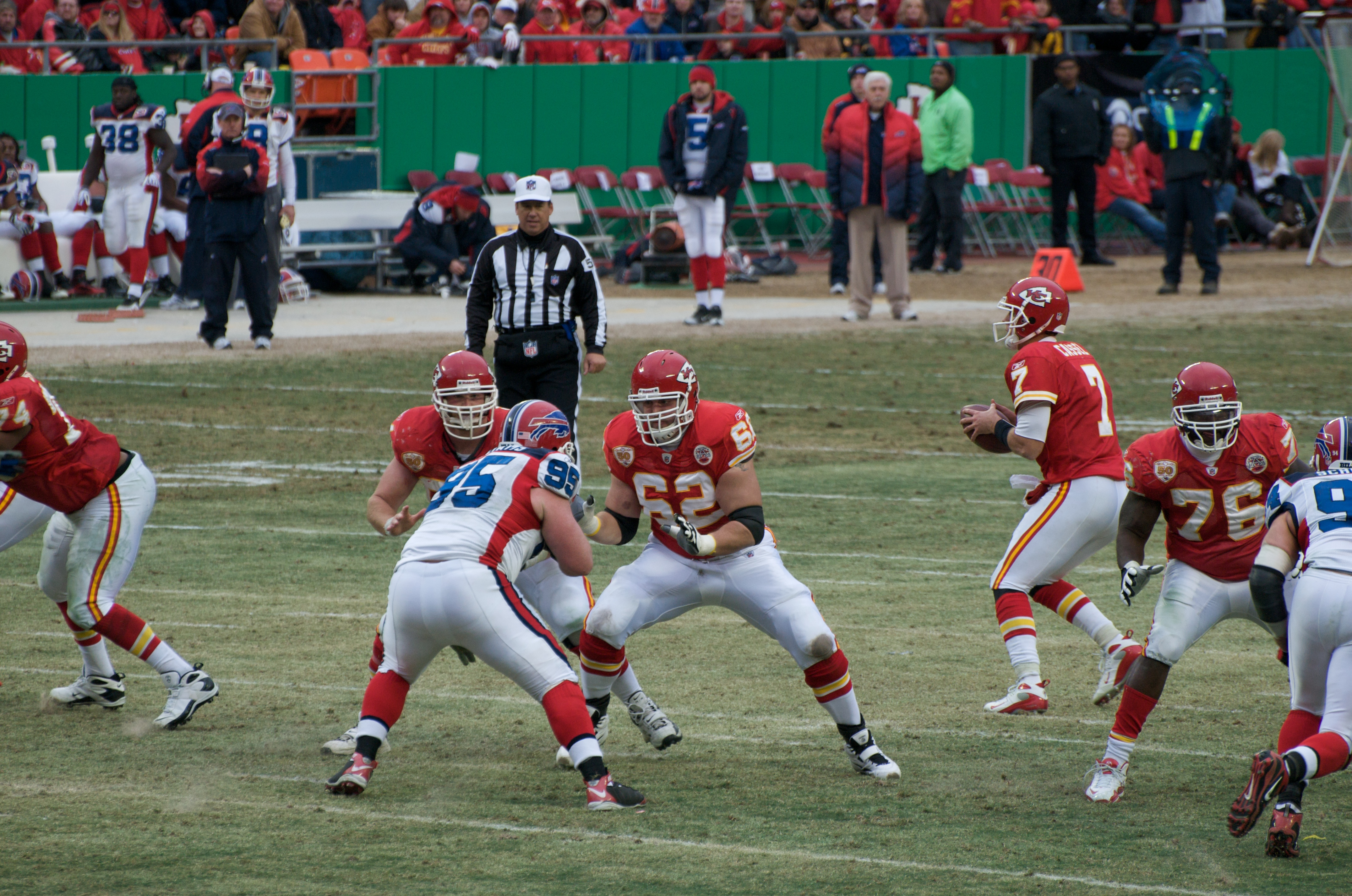
O Quarterback Matt Cassel vestindo a camisa 7

A temporada de 2008 terminou com um recorde de 2-14, o pior da história da franquia. A equipe sofreu derrotas históricas em quase todas as semanas incluindo uma derrota humilhante por 34-0 para o Carolina Panthers. O gerente geral da equipe, diretor executivo e presidente da equipe, Carl Peterson, renunciou no final da temporada e o ex-vice-presidente dos jogadores do New England Patriots, Scott Pioli, foi contratado como substituto em 2009.

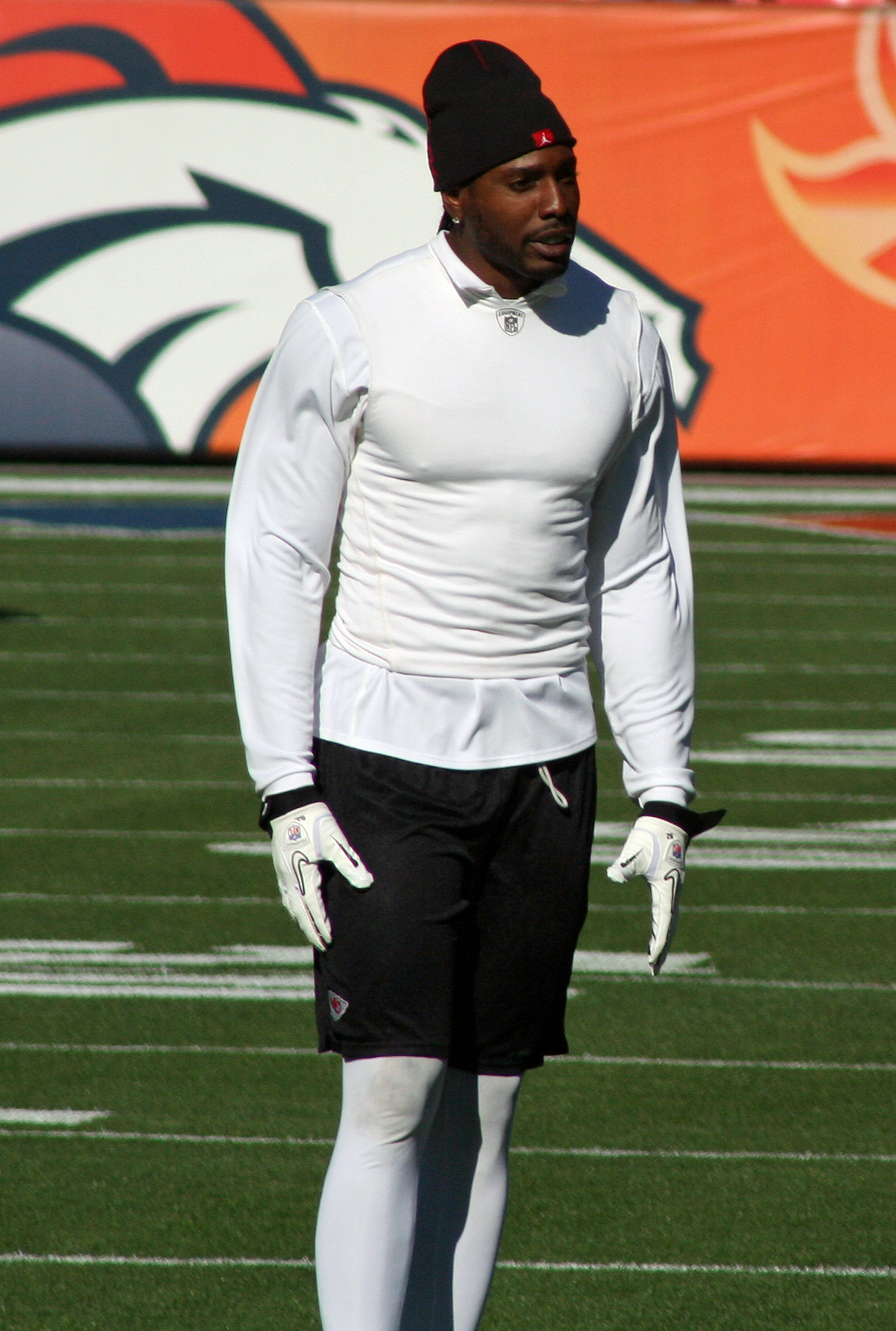
Dwayne Bowe

Em 23 de janeiro de 2009, Herman Edwards foi demitido como treinador principal, e duas semanas depois, Todd Haley assinou um contrato de quatro anos para se tornar o sucessor. Haley tinha experiência com Pioli, o que o tornou atraente para o primeiro técnico de Pioli em Kansas City.
Em abril de 2009, Tony Gonzalez foi negociado com o Atlanta Falcons após tentativas fracassadas de negociação nas duas temporadas anteriores. O treinador Todd Haley demitiu o coordenador ofensivo Chan Gailey poucas semanas antes do início da temporada de 2009 e escolheu assumir as funções de coordenador. Ao longo de 2009, os Chiefs adquiriram veteranos para complementar os jovens talentos, incluindo: Matt Cassel, Mike Vrabel, Bobby Engram, Mike Brown, Chris Chambers e Andy Alleman. A equipe terminou com um recorde de 4-12, apenas uma melhoria de duas vitórias em relação ao recorde da temporada de 2008.
Para a temporada de 2010, os Chiefs fizeram contratações significativas para sua equipe técnica, trazendo os ex-assistentes dos Patriots Charlie Weis e Romeo Crennel para treinar o ataque e a defesa, respectivamente. As adições provaram ser muito bem sucedidas, com os Chiefs ganhando o seu primeiro título da AFC West desde 2003. Suas dez vitórias na temporada de 2010 são maiores do que as últimas  três temporadas anteriores combinadas.
Em 9 de janeiro de 2011, os Chiefs perderam seu jogo de Wild Card para o Baltimore Ravens por 30-7. Seis jogadores foram escolhidos para o Pro Bowl: Dwayne Bowe, Jamaal Charles, Brian Waters, Tamba Hali, Matt Cassel e Eric Berry. Jamaal Charles ganhou o prêmio de jogador do ano FEDEX e Dwayne Bowe liderou a NFL em recepções para Touchdown.
Para a sua primeira escolha no Draft de 2011, e a 26ª geral, a equipe selecionou Jonathan Baldwin, Wide Receiver da Universidade de Pittsburgh. Depois de um começo ruim, Haley foi dispensado das funções de treinador principal em 12 de dezembro. Clark Hunt disse que: "foram visto pontos brilhantes em diferentes pontos nesta temporada, mas sentiu que no geral os Chiefs não estavam progredindo." O ponto mais alto da temporada de 2011 foi uma vitória contra os Packers, que na época estavam invictos com um recorde de 13-0.
Em 2012, os Chiefs tiveram o pior recorde da história da franquia, 2-14, e conquistaram a escolha geral No. 1 no Draft de 2013. É a primeira vez desde a fusão que eles receberam a primeira escolha geral.

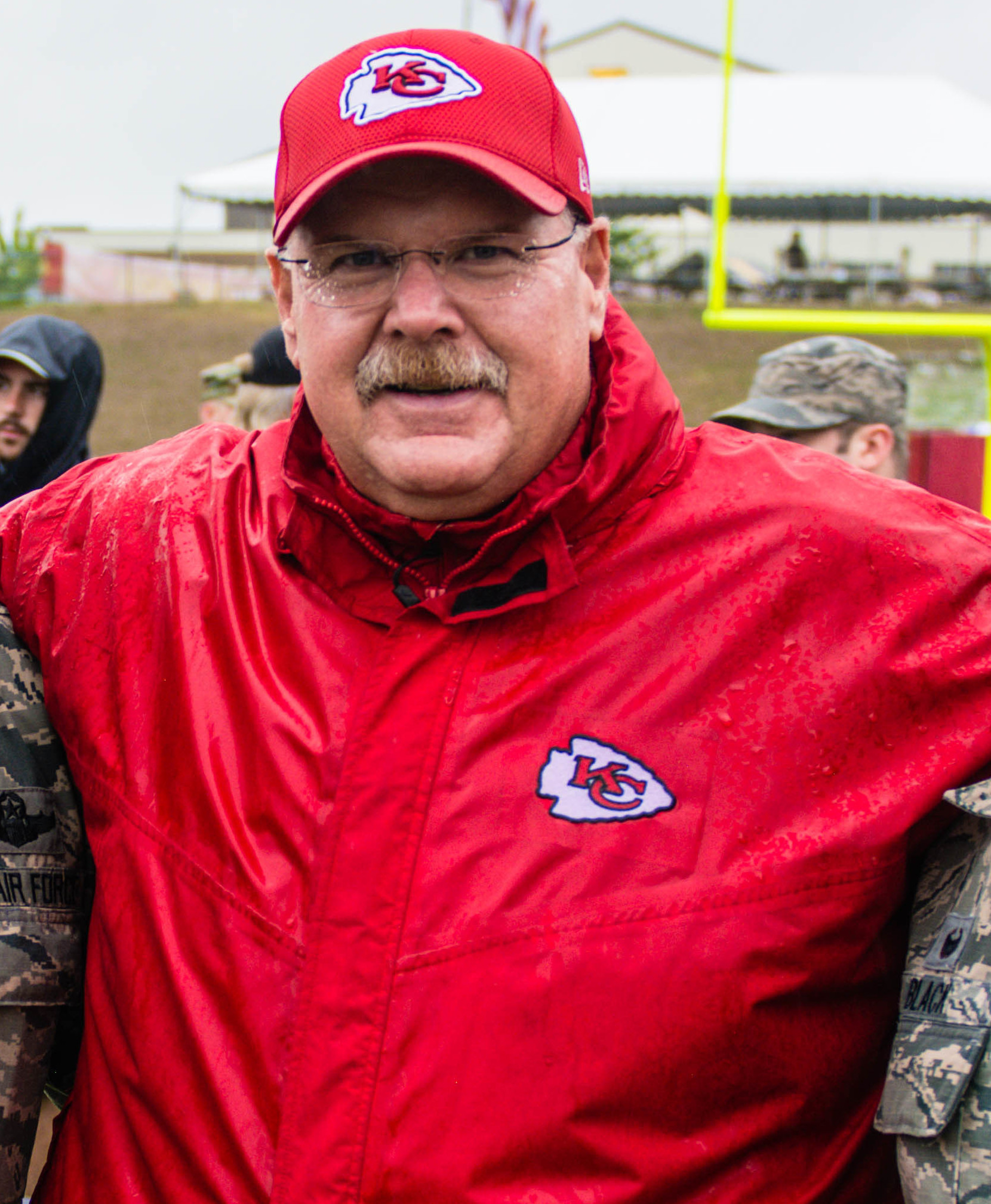
O técnico Andy Reid em 2018

### 2013–2014: Início da era Andy Reid
Após a temporada de 2012, os Chiefs demitiram o técnico Romeo Crennel e o gerente geral Scott Pioli. O ex-treinador do Philadelphia Eagles, Andy Reid, foi contratado como treinador principal para trabalhar com o novo gerente geral John Dorsey, ex-chefe da equipe de olheiros do Green Bay Packers.
O Chiefs recebeu o quarterback Alex Smith do San Francisco 49ers em troca da escolha da segunda rodada, 34º no geral, no draft de 2013 e uma escolha condicional em 2014 dos Chiefs. Matt Cassel foi dispensado pouco depois. Os Chiefs selecionaram Eric Fisher com a primeira escolha geral do Draft de 2013.
Os Chiefs começaram 9-0 pela segunda vez na história da equipe. Eles perderam o wildcard contra o Indianapolis Colts por 45-44.
Em 2014, os Chiefs tentaram ir para os playoffs pela segunda temporada consecutiva, pela primeira vez desde 1995, no entanto, eles terminaram com um recorde de 9-7 e foram eliminados na semana 17.

### 2015
Depois de uma vitória promissora contra o Houston na semana 1, o Kansas City entrou em uma série de derrotas de cinco jogos, culminando em uma derrota por 16-10 para Minnesota e a perda de Jamaal Charles com um Ligamento cruzado anterior dilacerado. No entanto, eles conseguiram uma das reviravoltas da temporada mais improvável da NFL e ganharam dez jogos consecutivos para melhorar seu recorde de 1-5 para 11-5. A equipe conquistou um lugar nos playoffs depois de uma vitória por 17-13 sobre Cleveland na semana 16, tornando-se apenas a segunda equipe da NFL a fazê-lo após a fusão.
Eles se classificaram para os playoffs, jogando no AFC Wild-Card realizado no NRG Stadium, em Houston, Texas, em 9 de janeiro de 2016. Os Chiefs derrotaram o Houston Texans por 30-0 e tiveram sua primeira vitória em pós temporada em 23 temporadas da NFL. A vitória do Chiefs no Wild-Card terminou com o que era na época a terceira seca mais longa da NFL, e também encerrou o recorde de oito derrotas consecutivas nos playoffs. Eles foram derrotados pelo New England Patriots por 27-20 na Rodada Divisional da AFC.

### 2016
Em 1 de janeiro de 2017, os Chiefs conquistaram a AFC West e a vaga para os playoffs naquele ano. Eles perderam para o Pittsburgh Steelers por 18-16, com Chris Boswell acertando 6 field goals.

### 2017
No início do ano, durante o Draft da NFL, o time selecionou o Quarterback Patrick Mahomes na 10ª escolha geral, mas durante esta temporada o time continuou com o quarterback Alex Smith.
Os Chiefs terminaram o ano com um recorde de 10-6 e venceram a AFC West. Esta foi a primeira vez na história dos Chiefs que eles ganharam a AFC West por duas vezes consecutivas. Na rodada de Wild Card, os Chiefs perderam o jogo contra o Tennessee Titans por 22-21, permitindo que o Derrick Henry corresse por 156 jardas. O jogo marcou o fim do mandato de cinco anos de Alex Smith com os Chiefs antes de ser negociado com o Washington Redskins poucas semanas depois.

### 2018: Mahomes entra em cena

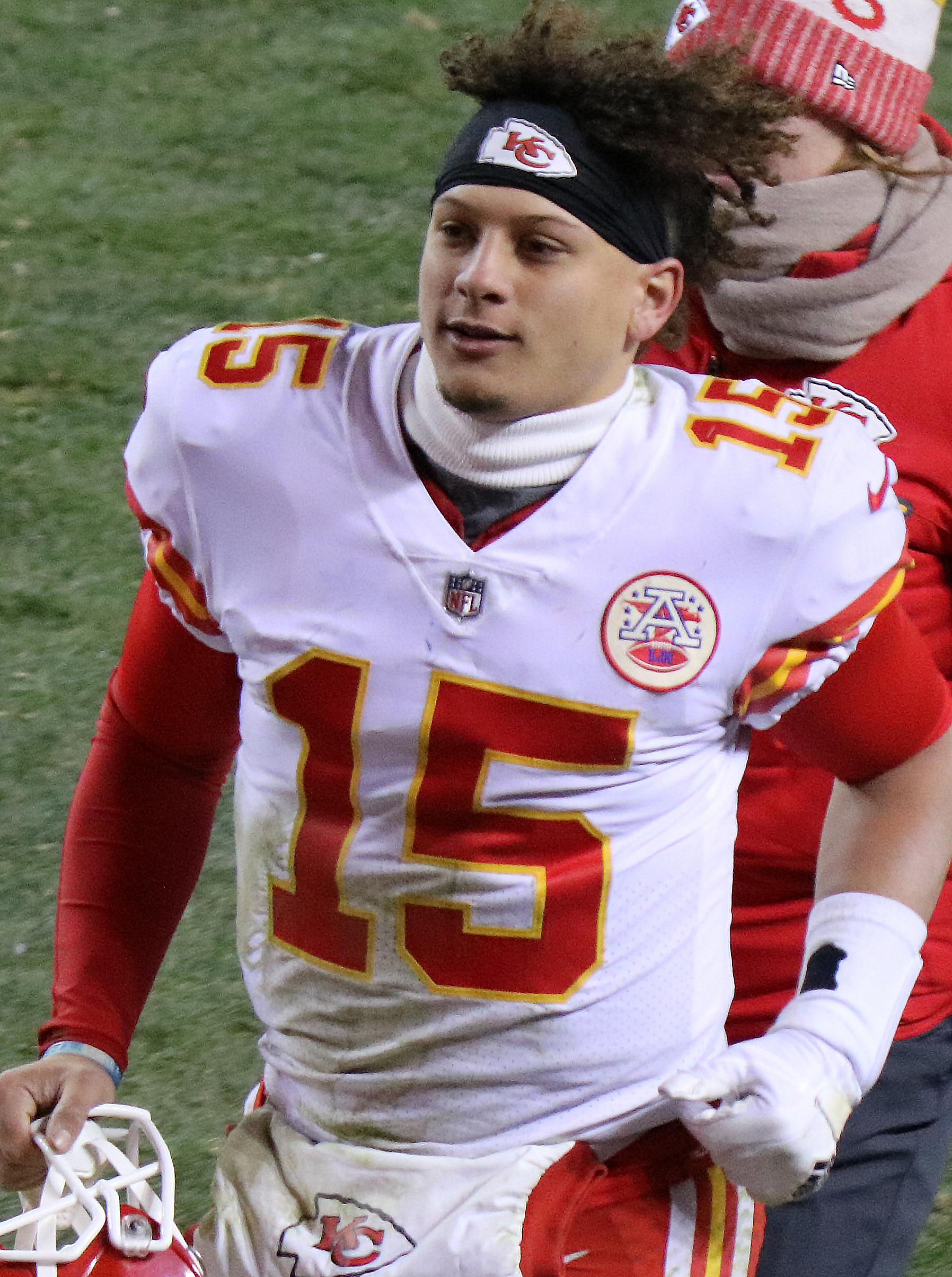
Patrick Mahomes em sua temporada de estreia

Os Chiefs começaram o ano com Patrick Mahomes no primeiro ano como seu quarterback, e em 29 de outubro, acumularam um recorde de 8-1. Isso incluiu vitórias sobre os rivais de divisão, Los Angeles Chargers e Denver Broncos (duas vezes), juntamente com importantes vitórias sobre o Pittsburgh Steelers, Cincinnati Bengals e Jacksonville Jaguars. O time terminou a temporada com um recorde de 12-4 (derrota para o New England Patriots, Los Angeles Rams, Los Angeles Chargers e Seattle Seahawks). O jogo contra LA Rams registrou diversos recordes, como:

#### NFL
- Maior número de pontos em um jogo de Monday Night (105 pontos)
- Primeiro e único jogo em que ambos os times marcaram 50+ pontos
- Terceira maior pontuação em um jogo na história da liga

#### Chiefs
- Maior número de pontos em uma derrota (51)

O time venceu a AFC Oeste pelo terceiro ano seguido, se classificando para os playoffs, onde venceu o Indianapolis Colts (31-13) na Rodada de Divisão. Na Final da Conferência Americana (AFC), os Chiefs perdeu para o New England Patriots (31-31), time este que viria a se tornar o campeão do Super Bowl LIII.
Por esta temporada, o quarterback Patrick Mahomes ganhou o prêmio de MVP da temporada, o primeiro da história do time a ganhar tal prêmio.

### 2019: A conquista do Super Bowl LIV

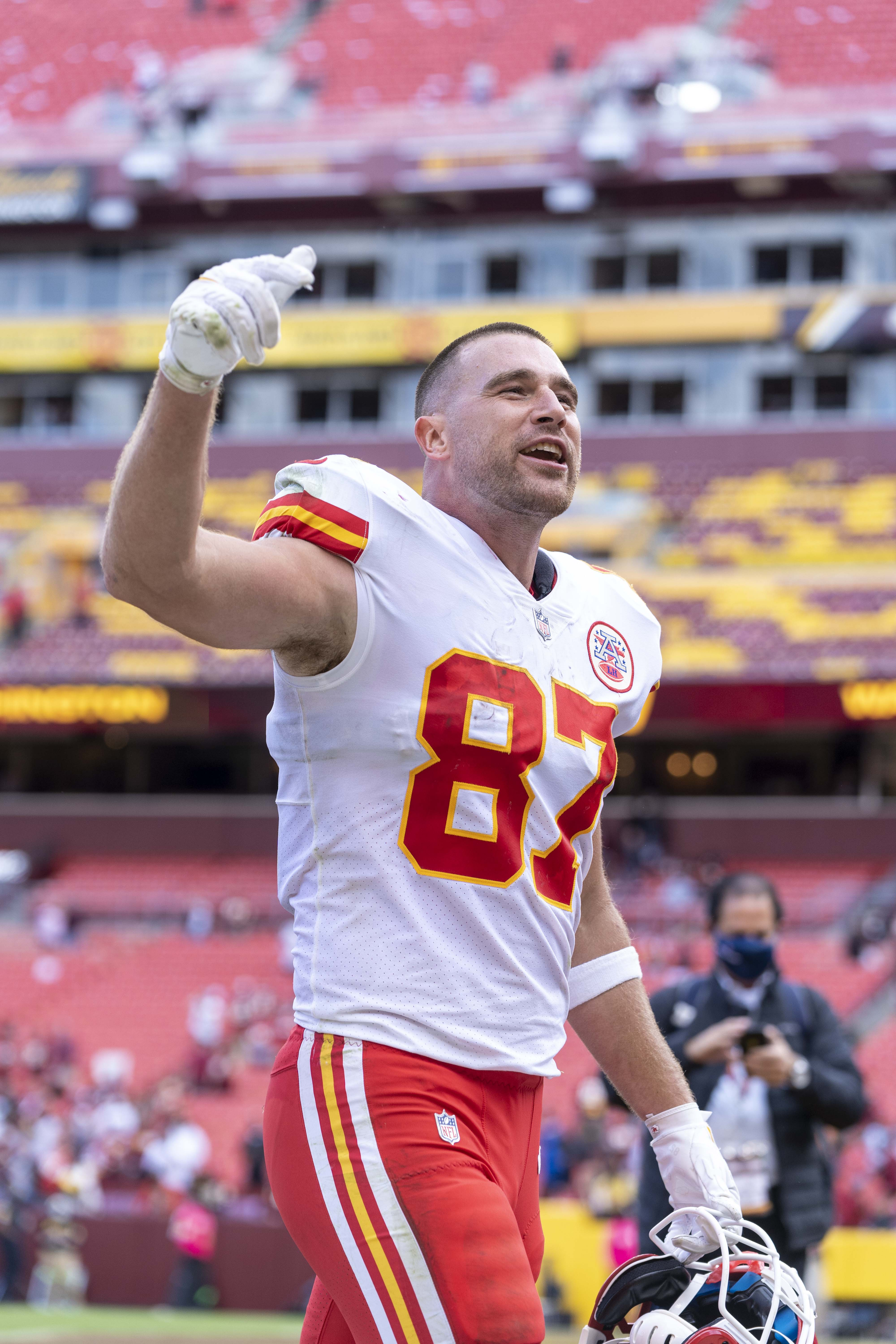
Travis Kelce, considerado um dos melhores tight ends de todos os tempos.

Pela ótima temporada de 2018, os Chiefs começaram a temporada como um dos favoritos ao título do Super Bowl. No jogo da semana 7, contra o Denver Broncos, o quarterback Patrick Mahomes sofreu um deslocamento da patela em uma jogada conhecida como QB Sneak e perdeu outros 2 jogos da temporada. O time venceu a AFC Oeste pelo quarto ano seguido, e se classificou para os playoffs com a segunda melhor campanha da Conferência (12-4, com derrota para os times Indianapolis Colts, Houston Texans, Green Bay Packers e Tennessee Titans). Nos playoffs, derrotou o Houston Texans (51-31) e Tennessee Titans (35-24), conquistando o título de campeão da AFC e uma vaga na grande final. No Super Bowl LIV, os Chiefs venceram o San Francisco 49ers (31-20) e conquistaram o título, o segundo da história do time.

### 2020
Com a liderança de seu quarterback os Chiefs voltaram a ter uma ótima temporada, com 14 vitórias e 2 derrotas. Na pós-temporada derrotaram o Cleveland Browns por 22 a 17 e o Buffalo Bills por 38 a 24. No Super Bowl LV enfrentaram o Tampa Bay Buccaneers, mas acabaram derrotados por 9 a 31.

### 2021
Os Chiefs venceram a AFC West pela 6ª temporada consecutiva, terminando com 12 vitórias e 5 derrotas. Na rodada de repescagem dos Palyoffs venceram o Pittsburgh Steelers por 42 a 21. Na rodada de divisão levaram a melhor contra o Buffalo Bills por 42 a 36, no que foi considerado por comentaristas e analistas um dos melhores jogos de pós-temporada da história. A campanha dos Chiefs acabou contra o Cincinnati Bengals, quando foram derrotados por 24 a 27.

### 2022 e 2023: Mais dois Super Bowls e dinastia

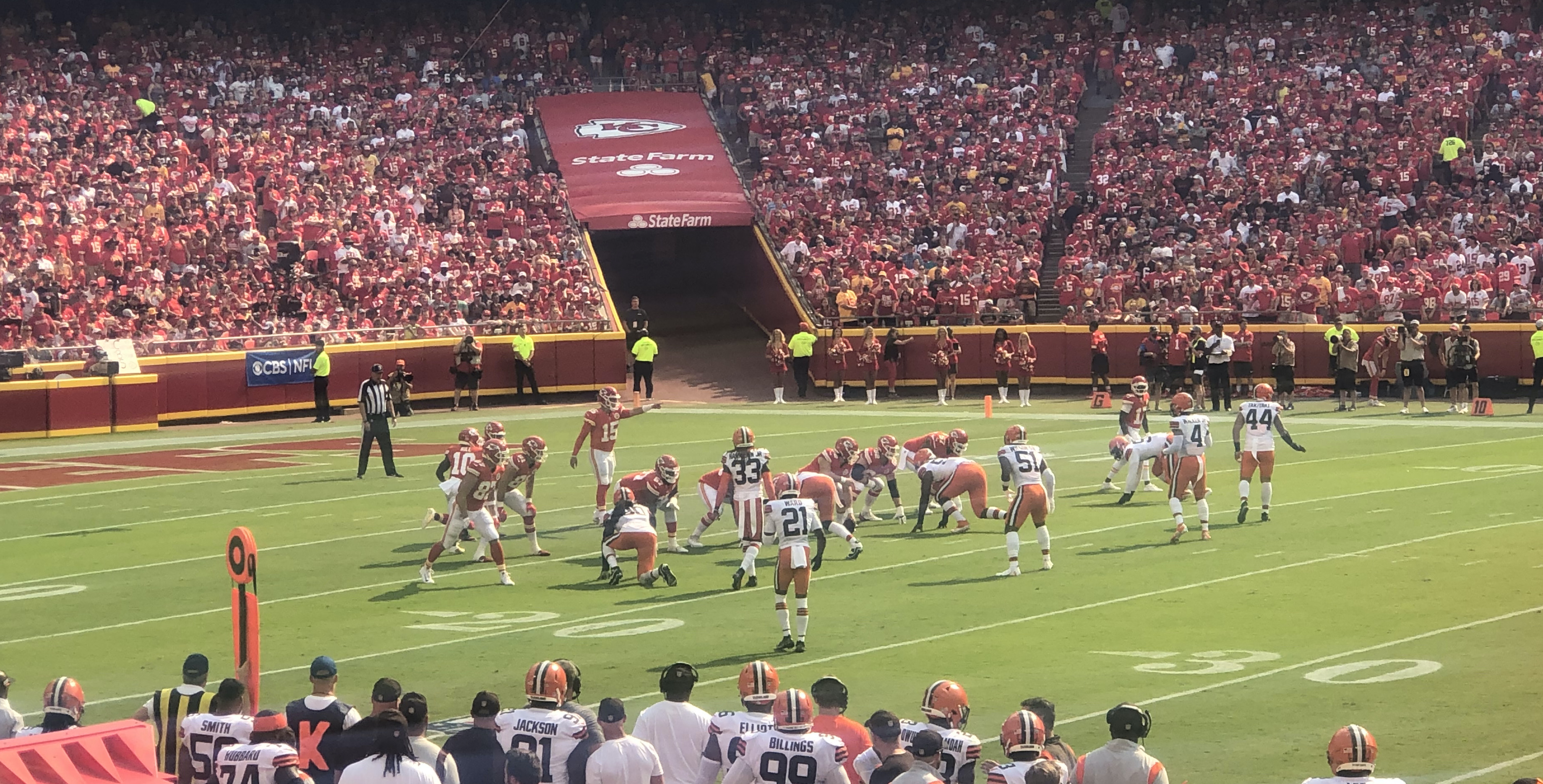
Mahomes liderando o ataque dos Chiefs

Por mais um ano os Chiefs venceram a AFC West e tiveram a melhor campanha da conferência, após derrotar o Las Vegas Raiders na última semana. No jogo de rodada de divisão o quarterback Patrick Mahomes acabou saindo ainda no primeiro tempo com um lesão no tornozelo, mas retornou para o segundo tempo e mesmo mancando ajudou seu time a derrotar o Jacksonville Jaguars por 27 a 20. Na final da conferência americana os Chiefs voltaram a enfrentar o Cincinnati Bengals, mas dessa vez saíram vencedores por 23 a 20. Com isso os Chiefs se classificaram para o Super Bowl LVII, onde enfrentaram o Philadelphia Eagles, sendo que esta foi a terceira final de liga dos Chiefs em quatro anos. No final, a equipe de Kansas City acabou vencendo o título, com Mahomes sendo mais uma vez o MVP da partida.
Em 2023, os Chiefs começaram a temporada desacreditado, com estatísticas inferiores aos anos anteriores. Contudo, a equipe voltou a vencer na pós-temporada e se classificou para o Super Bowl LVIII, ganhando do San Francisco 49ers na prorrogação por 25 a 22. Esta foi a primeira vez em dezenove anos que uma equipe conseguiu vencer dois Super Bowls seguidos, sendo o terceiro em cinco anos (e o quarto na história do clube), sedimentando o time como uma dinastia.

## Títulos
Super Bowls
| Ano                 | Treinador  | Super Bowl       | Local                   | Oponente            | Placar | Campanha |
| ------------------- | ---------- | ---------------- | ----------------------- | ------------------- | ------ | -------- |
| 1970                | Hank Stram | Super Bowl IV    | Nova Orleães, Louisiana | Minnesota Vikings   | 23–7   | 11–3     |
| 2020                | Andy Reid  | Super Bowl LIV   | Miami, Flórida          | San Francisco 49ers | 31–20  | 12–4     |
| 2023                | Andy Reid  | Super Bowl LVII  | Glendale, Arizona       | Philadelphia Eagles | 38–35  | 14–3     |
| 2024                | Andy Reid  | Super Bowl LVIII | Paradise, Nevada        | San Francisco 49ers | 25–22  | 11–6     |
| Total de títulos: 4 |            |                  |                         |                     |        |          |

## Logotipos e uniformes
Quando os Texans começaram a jogar em 1960, o logotipo da equipe consistia no estado do Texas em branco com uma estrela amarela marcando a localização da cidade de Dallas. Originalmente, Hunt escolheu o azul e o laranja para os uniformes dos Texans, mas Bud Adams escolheu o azul e escarlate para o Houston Oilers. Hunt voltou ao vermelho e ao ouro para os uniformes dos Texans, que, mesmo depois que a equipe se mudou para Kansas City, permanecem como as cores da franquia até hoje.
O estado do Texas no capacete da equipe foi substituído por um desenho de ponta de flecha originalmente esboçado por Lamar Hunt em um guardanapo. A inspiração de Hunt para o design "KC" interligado foi o "SF" dentro de um oval nos capacetes San Francisco 49ers. Ao contrário do logotipo do 49ers, as iniciais sobrepostas de Kansas City aparecem dentro de uma ponta de seta branca em vez de uma oval e são cercadas por um fino contorno preto. De 1960 a 1973, os Chiefs tinham barras de máscara cinza em seus capacetes, mas mudaram para barras brancas em 1974, tornando-os um dos primeiros times da NFL a usar uma máscara facial não cinza.
O design do uniforme dos Chiefs permaneceu essencialmente o mesmo ao longo da história da franquia. Ele consiste em um capacete vermelho e camisetas vermelhas ou brancas com números e nomes de cores opostos. Calças brancas foram usadas com ambas as camisas de 1960 a 1967 e 1989 a 1999. A partir de 2009, durante a era Pioli/Haley, a equipe alternou entre calças brancas e vermelhas para jogos fora de casa durante a temporada. Antes de 15 de setembro de 2013, os Chiefs sempre usavam calça branca com suas camisas vermelhas. Os Chiefs nunca usaram uma camisa alternativa em um jogo, apesar de camisas personalizadas serem vendidas para o varejo.
Os Chiefs usaram suas camisas brancas com calças brancas na abertura da temporada de 2006 contra o Cincinnati Bengals. A lógica por trás da seleção uniforme naquele dia era que os Bengals seriam forçados a usar seus uniformes pretos em um dia que previa temperaturas quentes. A única outra vez em que os Chiefs usaram branco em casa foi durante toda a temporada de 1980 sob o comando de Marv Levy.
Em 2007, o Kansas City Chiefs homenageou Lamar Hunt e a AFL com um patch especial. Ele apresenta o logo da AFL dos anos 60 com as iniciais "LH" de Hunt. Em 2008, o patch ficou permanentemente afixado no peito esquerdo de ambas as camisas do Kansas City.
Em jogos selecionados para a temporada 2009, os Chiefs, bem como as outras equipes fundadoras da American Football League, usavam uniformes "retrô" para celebrar o 50º aniversário da AFL.
Pela primeira vez na história da equipe, os Chiefs usavam sua camisa vermelha com calças vermelhas em um jogo em casa contra o Dallas Cowboys em 15 de setembro de 2013.
Em 2019, no 50º aniversário do título do Super Bowl, o time utilizou em um jogo os capacetes vermelhos com grades na cor cinza em referência ao jogo de seu último título.

## Estádio

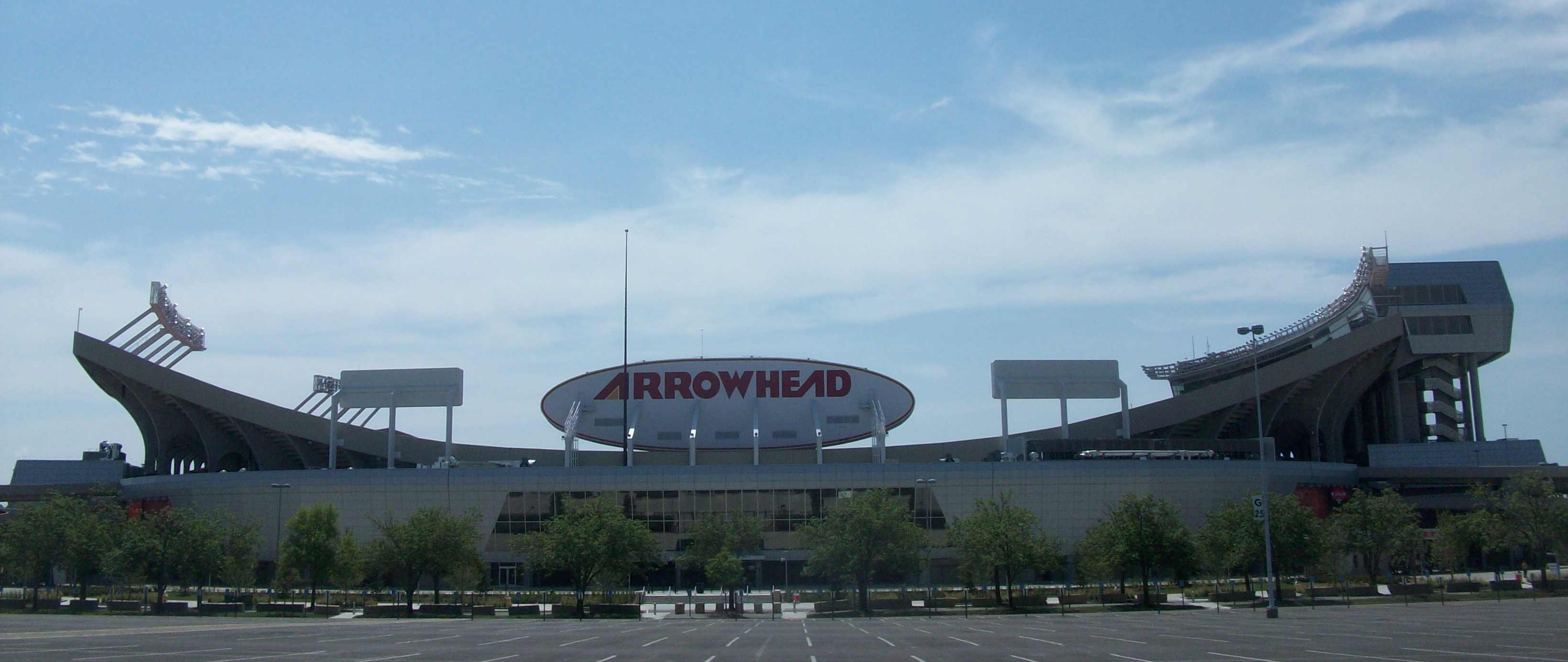
GEHA Field at Arrowhead Stadium após a conclusão das reformas em julho de 2010

O GEHA Field at Arrowhead Stadium tem sido o estádio dos Chiefs desde 1972 e tem uma capacidade de 76.416, o que torna o sexto maior estádio da NFL. O estádio passou por uma reforma de US $ 375 milhões, concluída em meados de 2010, que incluiu salas mais amplas e comodidades aprimoradas. A reforma do estádio foi paga por US $ 250 milhões em dinheiro do contribuinte e US $ 125 milhões da Família Hunt. O estádio custou US $ 53 milhões para ser construído em 1972 e um ticket médio em 2009 custa US $ 81. A Centerplate serve como provedor de concessão do estádio e a Sprint, Anheuser-Busch e Coca-Cola são grandes patrocinadores corporativos.
Os Chiefstiveram 155 jogos consecutivos com todos os ingressos vendidos no Arrowhead Stadium. A sequência terminou no último jogo da temporada de 2009 contra o Cleveland Browns. Arrowhead tem sido chamado de um dos melhores estádios do mundo e há muito tempo tem a reputação de ser um dos mais difíceis para os jogadores adversários jogarem. Todo o ruído é diretamente atribuído aos seus fãs e já foi medido em 116 decibéis pelo Grupo de Design Acústico de Kansas. A título de comparação, a descolagem das aeronaves pode levar a um nível sonoro de 106 decibéis no solo. A Sports Illustrated descreveu o Arrowhead Stadium como: "o lugar mais difícil de jogar para equipes adversárias" em 2005. O Arrowhead Stadium conta com voos frequentes de um bombardeiro stealth B-2 Spirit da Base da Força Aérea Whiteman, nas proximidades. Desde a temporada da NFL de 1994, o estádio tem uma superfície de grama natural. De 1972 a 1993, o estádio teve uma superfície artificial do AstroTurf.
Durante o jogo contra o Oakland Raiders em 13 de outubro de 2013, o Arrowhead Stadium tornou-se o estádio mais barulhento do mundo quando os fãs quebraram o recorde do Guinness Book para o público mais alto em um estádio ao ar livre (137,5 dB), quebrando o recorde definido pelo Seattle Seahawks apenas quatro semanas antes. Algumas semanas depois, Seattle recuperou o recorde ao atingir um nível de ruído de 137,6 decibéis. Os fãs do Chiefs recuperaram o recorde mais uma vez; em 29 de setembro de 2014, no Monday Night Football contra o New England Patriots, os fãs gravaram 142,2 decibéis.

## Acampamento de treinamento

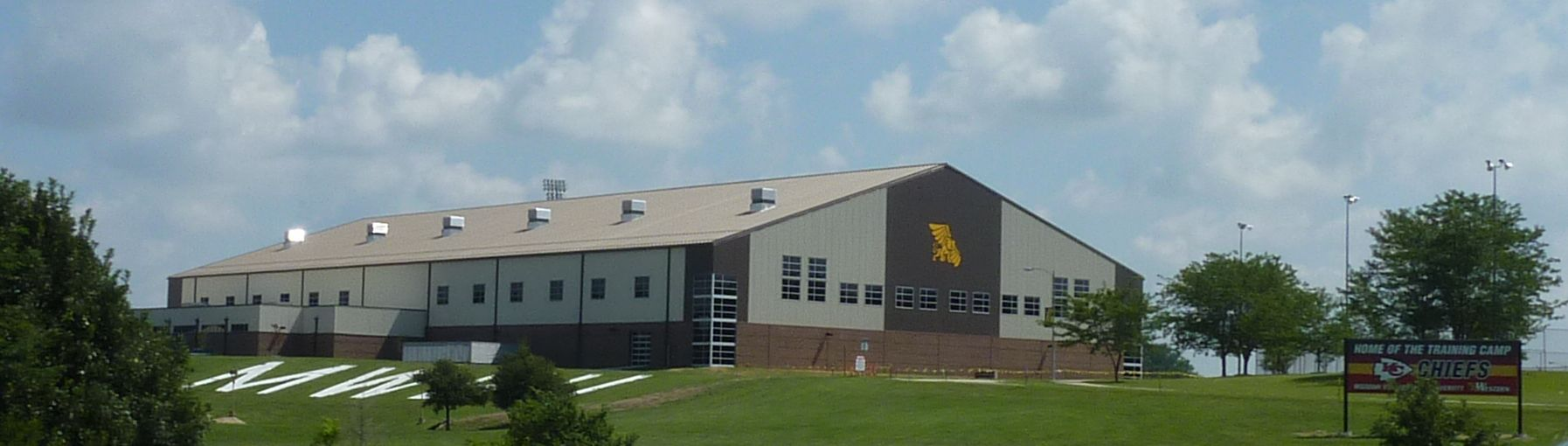
Acampamento de verão no estádio Spratt no ocidente de Missouri.

Quando a franquia foi baseada em Dallas, a equipe conduziu seu campo de treinamento inaugural no Instituto Militar do Novo México, em Roswell, Novo México. Eles mudaram o acampamento para a Universidade Metodista do Sul, a alma mater do proprietário Lamar Hunt, em 1961 e continuaram lá até 1965. De 1966 a 1971, os Chiefs treinaram em Swope Park em Kansas City e de 1972 a 1991 treinaram no William Jewell College. em Clay County, Missouri - onde Lamar Hunt tinha extensos negócios, incluindo Worlds of Fun, Oceanos de Diversão e SubTropolis.

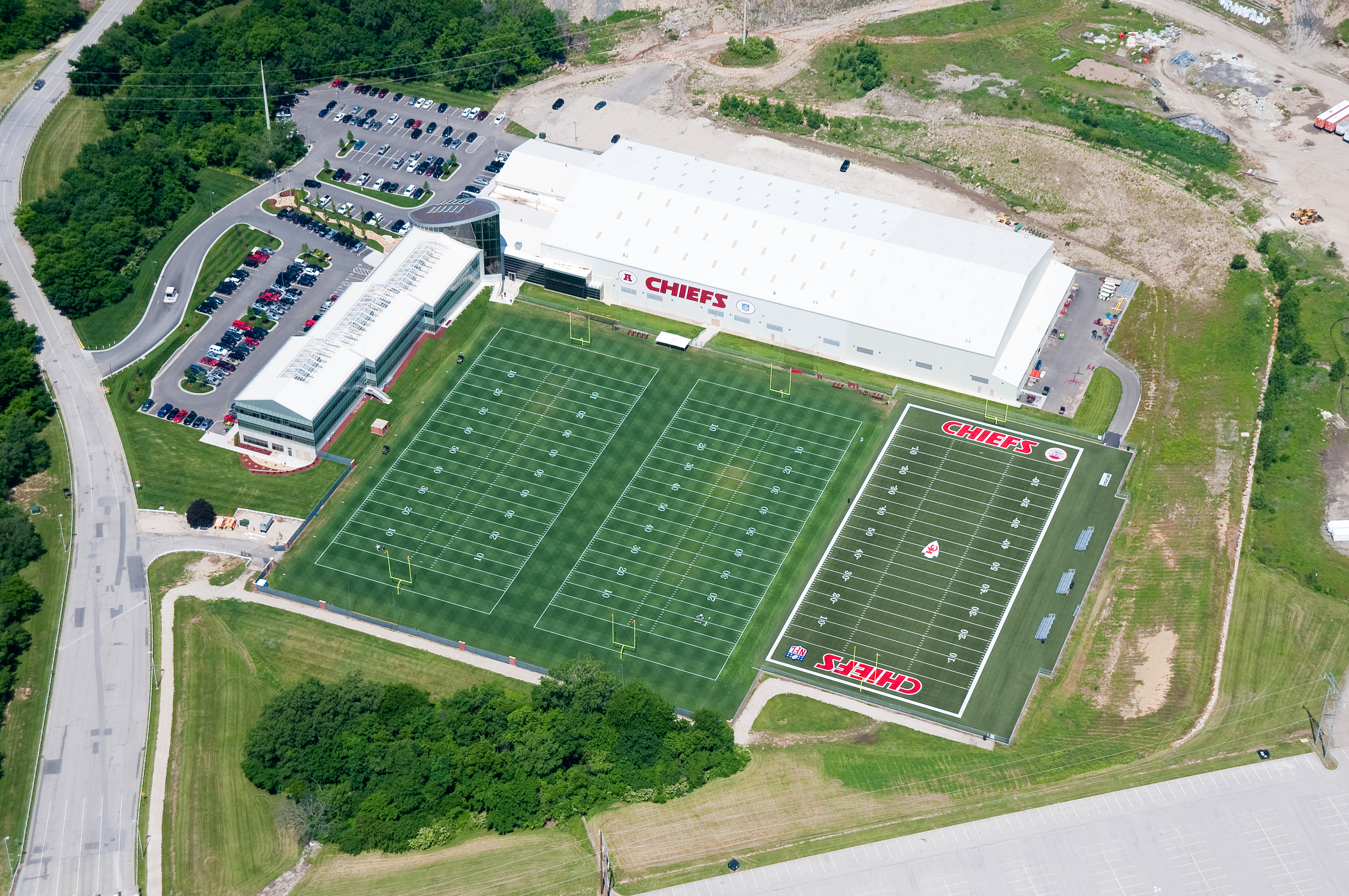
Campo de Treinamento perto do estádio de Arrowhead

De 1992 a 2009, os Chiefs conduziram um treinamento de verão na Universidade de Wisconsin em River Falls, Wisconsin. O campo de treinamento de 2007 do Chiefs foi documentado na série de televisão da HBO, Hard Knocks. Após a aprovação de uma proposta de crédito fiscal estadual de US $ 25 milhões, os Chiefs mudaram seu campo de treinamento para a Missouri Western State University em St. Joseph, Missouri, em 2010. A maior parte dos créditos fiscais foi para melhorias no Arrowhead Stadium, com US $ 10 milhões aplicados a mudança em Missouri Western. Um campo interno de grama com controle climático de 120 jardas da NFL e um espaço para escritórios para os Chiefs foram construídos em Missouri Western, adjacente ao estádio Spratt, antes da temporada de 2010.
Fora do campo de treinamento e durante a temporada regular, os Chiefs conduzem os treinos em seu próprio centro de treinamento nas proximidades do Arrowhead. A instalação está localizada perto da entrada Raytown Road para o Truman Sports Complex, a leste da Interstate 435 e possui três campos ao ar livre (dois de grama natural e um de grama artificial), bem como uma instalação interna com seu próprio campo em tamanho real.

## Mascotes e líderes de torcida

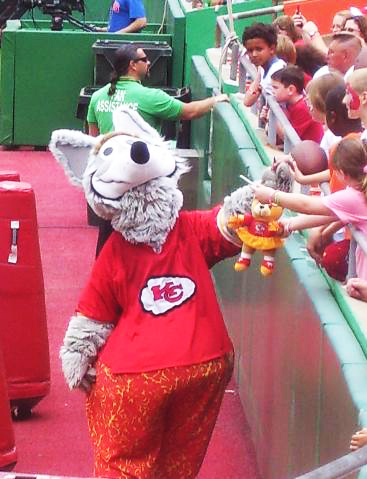
K. C. Wolf, o mascote dos Chiefs desde 1989

O primeiro mascote dos Chiefs foi Warpaint, um apelido dado a várias raças diferentes de cavalos. Warpaint serviu como mascote da equipe de 1963 a 1988. A primeira Warpaint (nascida em 1955, morreu em 1992) foi montada em pêlo pelo cavaleiro Bob Johnson, que usava um cocar indígena americano completo. Warpaint circulou o campo no início de cada jogo em casa do Chiefs e realizou voltas de vitória após cada touchdown. Em 20 de setembro de 2009, um novo Warpaint foi revelado no jogo de abertura dos Chiefs em casa. Warpaint é agora montado por uma líder de torcida chamada Susie.
Em meados da década de 1980, os Chiefs exibiram um mascote "indiano" de curta duração, anônimo, que foi posteriormente desfeito em 1988. Desde 1989, o desenho animado KC Wolf, interpretado por Dan Meers em uma fantasia de lobo, serviu como mascote da equipe. O mascote foi batizado em homenagem ao "Wolfpack" dos Chiefs, um grupo de torcedores raivosos. K. C. Wolf é um dos mascotes mais populares da NFL e foi o primeiro mascote da liga a ser introduzido no Hall da Fama em 2006.
Os Chiefs empregaram uma equipe de líderes de torcida desde o início da equipe em 1960. Nos primeiros dias da equipe, o plantel feminino foi referido como Chiefettes. Além das Cheerleaders, no início dos anos 70, havia também uma equipe de dança que se apresentava no pré-jogo e no intervalo. De 1986 a 1992, a equipe de líderes de torcida apresentou uma mistura de homens e mulheres. Desde 1993, o time feminino é conhecido como Chiefs Cheerleaders.

## Recordes

### Recordes em uma temporada
Passando
- Jardas passadas: 5,250 – Patrick Mahomes (2022)
- Passes para touchdowns: 50 – Patrick Mahomes (2018)
- Passes completados: 436 – Patrick Mahomes (2021)
- Passes tentados: 658 – Patrick Mahomes  (2021)
- Passe mais longo completo: 99 jardas – Trent Green (2002)

Correndo
- Jardas terrestres: 1,789 – Larry Johnson (2006)
- Corridas: 416 – Larry Johnson (2006)
- Touchdowns terrestres: 27 – Priest Holmes (2003)
- Mais longa corrida: 91 jardas – Jamaal Charles (2012)
- Jardas terrestres por jogo: 115.4 jardas – Priest Holmes (2002)

Recebendo
- Recepções: 105 – Travis Kelce (2020)
- Jardas recebidas: 1,479 – Tyreek Hill (2018)
- Touchdowns recebidos: 15 – Dwayne Bowe (2010) e Tyreek Hill (2020)

Retornos
- Mais retornos de Punt: 58 – Dexter McCluster (2013) e J.T. Smith (1979)
- Mais longo punt retornado: 95 jardas – Tyreek Hill (2016)
- Mais longo kickoff retornado: 108 jardas – Knile Davis (2013)

Chutes
- Field goals: 38 – Harrison Butker (2017)
- Extra Points convertidos: 65 – Harrison Butker (2018)
- Punts: 101 – Daniel Pope (1999)
- Jardas no Punt: 4,397 – Jim Arnold (1984)

### Recordes na carreira
- Jardas passadas: 28,507 - Len Dawson (1962–1975)
- Passes para touchdowns: 237 - Len Dawson (1962–1975)
- Jardas terrestres: 7,260 - Jamaal Charles (2008–2016)
- Touchdowns terrestres: 76 - Priest Holmes (2001–2007)
- Recepções: 916 - Tony Gonzalez (1997–2008)
- Jardas recebidas: 10,940 - Tony Gonzalez (1997–2008)
- Passes interceptados: 58 - Emmitt Thomas (1966–1978)
- Field goals: 329 - Nick Lowery (1980–1993)
- Pontos: 1,466 - Nick Lowery (1980–1993)
- Total touchdowns: 83 - Priest Holmes (2001–2007)
- Média de retorno de punt: 43,0 - Aaron Brown (1966-1972)
- Média de retorno de Kickoff: 53,0 - Bobby Bell (1963-1974)
- Sacks: 126.5 - Derrick Thomas (1989–1999)
- Tackles: 938 - Derrick Johnson (2005–2017)
- Vitórias (treinador): 124 - Hank Stram (1960-1974)

## Jogadores

### Números aposentados
| Números aposentados do Kansas City Chiefs |                   |          |            |
| No. | Jogador           | Posições | Temporadas |
| 3 | Jan Stenerud      | K        | 1967–1979  |
| 16 | Len Dawson        | QB       | 1962–1975  |
| 18 | Emmitt Thomas     | CB       | 1966–1978  |
| 28 | Abner Haynes      | RB       | 1960–1964  |
| 33 | Stone Johnson 1 2 | RB       | 1963       |
| 36 | Mack Lee Hill 2   | RB       | 1964–1965  |
| 58 | Derrick Thomas 2  | LB       | 1989–1999  |
| 63 | Willie Lanier     | LB       | 1967–1977  |
| 78 | Bobby Bell        | LB       | 1963–1974  |
| 86 | Buck Buchanan     | DT       | 1963–1975  |
| 1 Nunca tendo participado oficialmente da temporada regular. Seu número foi aposentado após sua morte no campo de treinamento em 1963.2 Número foi postumamente aposentado. Nomes em negrito passaram toda a sua carreira com o Dallas Texans / Kansas City Chiefs. O número 37 não foi usado desde a morte de Joe Delaney.Número 58 não foi emitido após a morte de Derrick Thomas, até que foi oficialmente aposentado em 2009. Os números 16 e 28 são os únicos números que foram usados por um único jogador (Dawson e Haynes, respectivamente). |                   |          |            |

### Hall da Fama do Futebol Profissional
Vinte membros do Hall da Fama do Futebol Profissional passaram pelo menos uma parte de sua carreira com os Chiefs. Onze deles passaram a maior parte da carreira com os Chiefs. Nove desses jogadores estavam no time que foi campeão do Super Bowl de 1969. Os Chiefs têm 3 colaboradores, 2 treinadores e 15 jogadores no Hall of Fame.
| Jogadores | Jogadores          | Jogadores   | Jogadores       | Jogadores  |
| No. | Nome               | Posição     | Temporadas      | Introdução |
| --- | ------------------ | ----------- | --------------- | ---------- |
| 78 | Bobby Bell 1 2     | LB          | 1963–1974       | 1983       |
| 63 | Willie Lanier 1 2  | LB          | 1967–1977       | 1986       |
| 16 | Len Dawson 2 3     | QB          | 1963–1975       | 1987       |
| 86 | Buck Buchanan 1 2  | DT          | 1963–1975       | 1990       |
| 3 | Jan Stenerud 1 2 3 | K           | 1967–1979       | 1991       |
| 53 | Mike Webster       | C           | 1989–1990       | 1997       |
| 19 | Joe Montana        | QB          | 1993–1994       | 2000       |
| 32 | Marcus Allen       | RB          | 1993–1997       | 2003       |
| 1 | Warren Moon        | QB          | 1999–2000       | 2006       |
| 18 | Emmitt Thomas 1 2  | CB          | 1966–1978       | 2008       |
| 58 | Derrick Thomas 4   | LB          | 1989–1999       | 2009       |
| 77 | Willie Roaf        | OT          | 2002–2005       | 2012       |
| 61 | Curley Culp 1 2 3  | DT          | 1968–1974       | 2013       |
| 68 | Will Shields       | OG          | 1993–2006       | 2015       |
| 8 | Morten Andersen    | K           | 2002–2003       | 2017       |
| Treinadores e Contribuidores |                    |             |                 |            |
| Nome | Nome               | Posições    | Temporadas      | Introdução |
| Lamar Hunt | Lamar Hunt         | Fundador    | 1960–2006       | 1972       |
| Marv Levy | Marv Levy          | Treinador   | 1978–1982       | 2001       |
| Hank Stram 1 2 3 | Hank Stram 1 2 3   | Treinador   | 1960–1974       | 2003       |
| Bill Polian | Bill Polian        | Contribudor | 1978–1982       | 2015       |
| Bobby Beathard | Bobby Beathard     | Olheiro     | 1963, 1966–1967 | 2018       |
| 1 Começou a carreira na American Football League.2 Membro do time campeão do Super Bowl de 1969 3 Maior parte de sua carreira com os Chiefs 4 Postumamente introduzido Nomes em negrito passaram toda a carreira com o Dallas Texans / Kansas City Chiefs. |                    |             |                 |            |

### Hall of Fame dos Chiefs

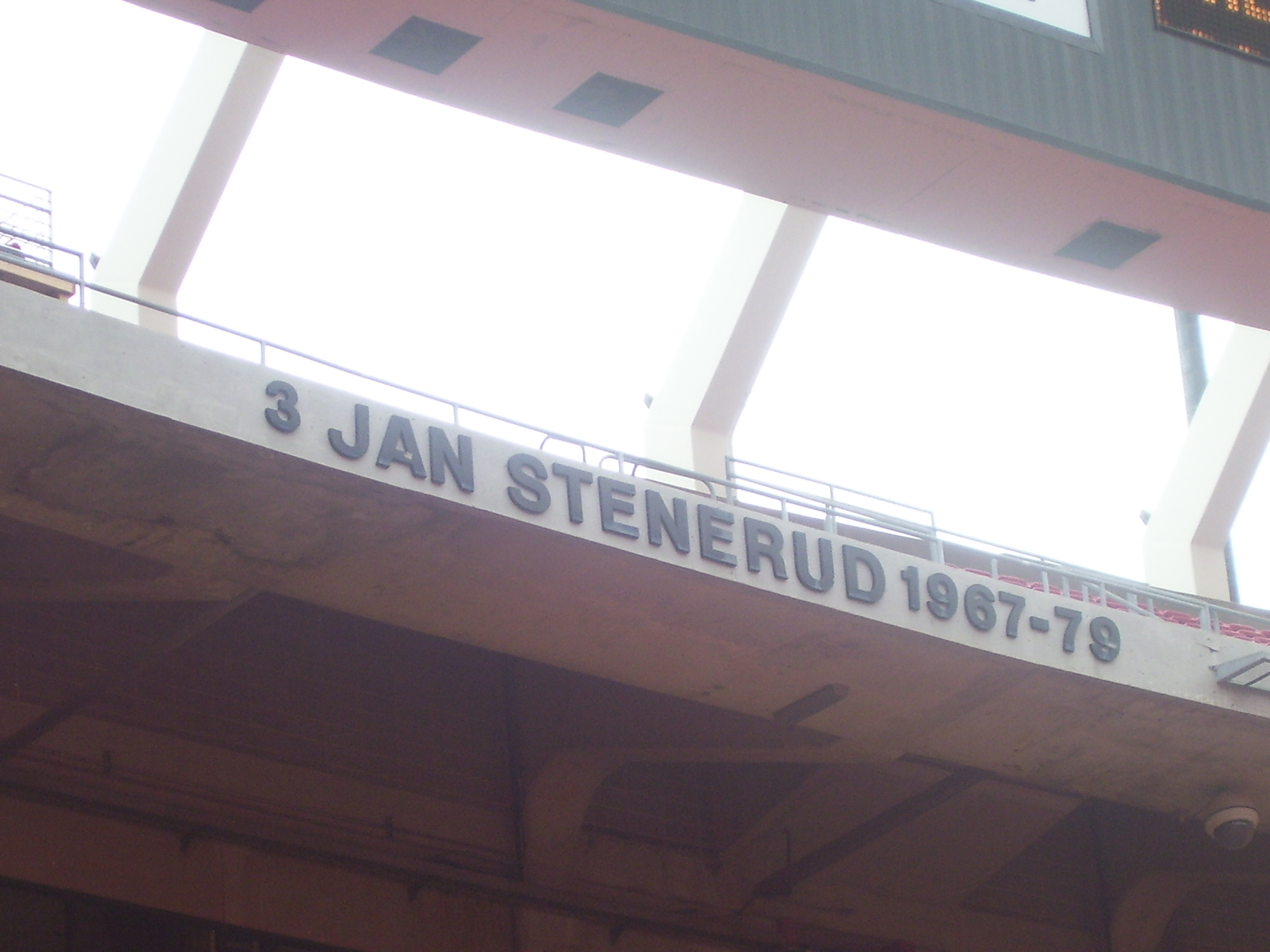
O nome de Jan Stenerud foi homenageado no Arrowhead Stadium

Os Chiefs são uma das 16 organizações que homenageiam seus jogadores, treinadores e colaboradores com um Hall of Fame ou Ring of Honor. Estabelecido em 1970, o Hall of Fame inaugurou um novo membro em uma cerimônia anual, com exceção da temporada de 1983. Vários dos nomes foram apresentados no Arrowhead Stadium na arquitetura do estádio antes de renovações em 2009. Os requisitos para a indução são que um jogador, técnico ou colaborador deve ter estado com os Chefes por quatro temporadas e estar fora da NFL por quatro temporadas no momento da indução. Há algumas exceções, como Joe Delaney e Derrick Thomas, Delaney esteve com a equipe por apenas duas temporadas antes de sua morte, Thomas foi empossado 1 ano após sua morte em janeiro de 2000 (2 anos após sua última temporada). Dezenove jogadores e o treinador da equipe campeã do Super Bowl IV foram incluídos.
| Introdução | No.             | Jogador              | Posições        | Temporadas      |
| ---------- | --------------- | -------------------- | --------------- | --------------- |
| 1970       | —               | Lamar Hunt           | Fundador/Dono   | 1960–2006       |
| 1971       | 36              | Mack Lee Hill        | RB              | 1964–1965       |
| 1972       | 75              | Jerry Mays           | DT              | 1961–1970       |
| 1973       | 84              | Fred Arbanas         | TE              | 1962–1970       |
| 1974       | 42              | Johnny Robinson      | S               | 1960–1971       |
| 1975       | 88              | Chris Burford        | WR              | 1960–1967       |
| 1976       | 55              | E.J. Holub           | C/LB            | 1961–1970       |
| 1977       | 77              | Jim Tyrer            | OT              | 1961–1973       |
| 1978       | 21              | Mike Garrett         | RB              | 1966–1970       |
| 1979       | 16              | Len Dawson           | QB              | 1963–1975       |
| 1980       | 78              | Bobby Bell           | LB              | 1963–1974       |
| 1981       | 86              | Buck Buchanan        | DT              | 1963–1975       |
| 1982       | 89              | Otis Taylor          | WR              | 1965–1975       |
| 1983       | Sem Introduções | Sem Introduções      | Sem Introduções | Sem Introduções |
| 1984       | 71              | Ed Budde             | G               | 1963–1976       |
| 1985       | 63              | Willie Lanier        | LB              | 1967–1977       |
| 1986       | 18              | Emmitt Thomas        | CB              | 1966–1978       |
| 1987       | —               | Hank Stram           | Treinador       | 1960–1974       |
| 1988       | 44              | Jerrel Wilson        | P               | 1963–1977       |
| 1989       | 14              | Ed Podolak           | RB              | 1969–1977       |
| 1990       | 51              | Jim Lynch            | LB              | 1967–1977       |
| 1991       | 28              | Abner Haynes         | RB              | 1960–1964       |
| 1992       | 3               | Jan Stenerud         | K               | 1967–1979       |
| 1993       | 69              | Sherrill Headrick    | LB              | 1960–1967       |
| 1994       | 58              | Jack Rudnay          | C               | 1969–1982       |
| 1995       | 32              | Curtis McClinton     | RB              | 1962–1969       |
| 1996       | 20              | Deron Cherry         | S               | 1981–1991       |
| 1997       | 73              | Dave Hill            | OT              | 1963–1974       |
| 1998       | 67              | Art Still            | DE              | 1978–1987       |
| 1999       | 34              | Lloyd Burruss        | S               | 1981–1991       |
| 2000       | 35              | Christian Okoye      | RB              | 1987–1992       |
| 2001       | 58              | Derrick Thomas       | LB              | 1989–1999       |
| 2002       | 76              | John Alt             | OT              | 1984–1996       |
| 2003       | 59              | Gary Spani           | LB              | 1978–1986       |
| 2004       | 37              | Joe Delaney          | RB              | 1981–1982       |
| 2005       | —               | Jack Steadman        | Presidente/GM   | 1960–1989       |
| 2006       | 90              | Neil Smith           | DE              | 1988–1996       |
| 2007       | 29              | Albert Lewis         | CB              | 1983–1993       |
| 2008       | 61              | Curley Culp          | DT              | 1968–1974       |
| 2009       | 8               | Nick Lowery          | K               | 1980–1993       |
| 2010       | —               | Marty Schottenheimer | Treinador       | 1989–1998       |
| 2011       | 31              | Kevin Ross           | CB              | 1984–1993, 1997 |
| 2012       | 68              | Will Shields         | OG              | 1993–2006       |
| 2013       | 26              | Gary Barbaro         | S               | 1976–1982       |
| 2014       | 31              | Priest Holmes        | RB              | 2001–2007       |
| 2015       | 24              | Gary Green           | CB              | 1977–1983       |
| 2016       | 49              | Tony Richardson      | FB              | 1995–2005       |
| 2017       | 88              | Carlos Carson        | WR              | 1980–1989       |

## Treinadores principais

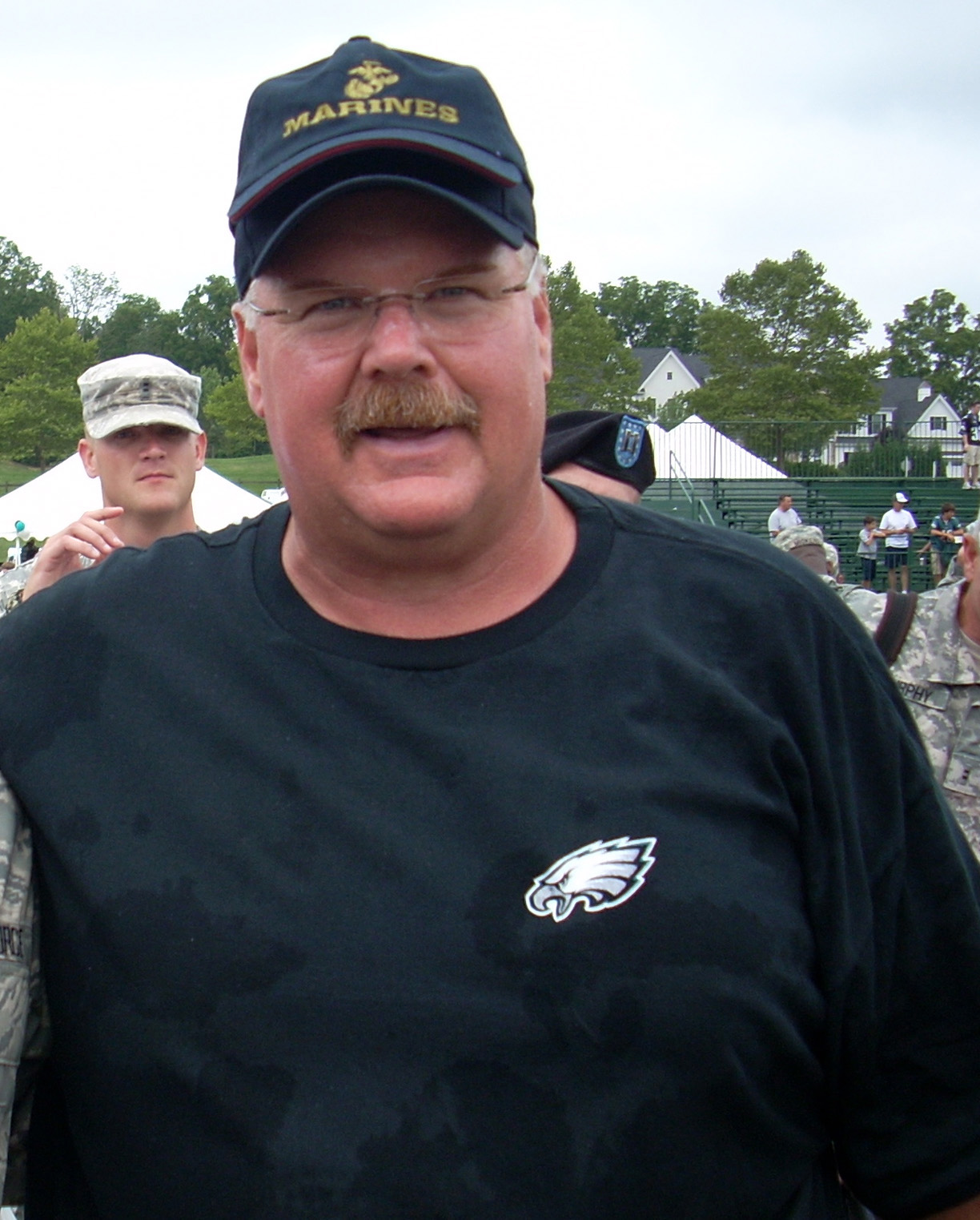
Andy Reid (foto em 2010), começou sua primeira temporada como treinador principal do Chiefs em 2013

Treze técnicos treinaram a franquia desde sua primeira temporada em 1960. Hank Stram, o primeiro treinador da equipe, liderou os Chiefs para três vitórias no campeonato da AFL e duas aparições no Super Bowl. Stram foi o treinador mais duradouro da equipe, mantendo a posição de 1960 a 1974.
Marty Schottenheimer foi contratado em 1989 e levou Kansas City a sete aparições nos playoffs em suas 10 temporadas como treinador. Schottenheimer teve a melhor porcentagem (0,634) de todos os treinadores do Chiefs.
Dos dez treinadores dos Chiefs, Hank Stram e Marv Levy foram eleitos para o Hall da Fama do Pro Football.
Herman Edwards serviu como treinador principal da equipe de 2006 a 2008, compilando um recorde de 15-33 e um pior recorde de 6-26 da franquia em um período de dois anos.
Todd Haley compilou um recorde de 19-26 com a equipe de 2009 a 2011, incluindo um título da AFC West em 2010. Haley foi demitido com três jogos restantes na temporada de 2011. Romeo Crennel foi nomeado treinador interino e foi promovido a treinador em tempo integral em janeiro de 2012. Crennel foi demitido em 31 de dezembro de 2012, depois de terminar a temporada de 2012 com um recorde de 2–14.
Em 5 de janeiro de 2013, os Chiefs contrataram Andy Reid para ser seu próximo treinador. No mandato de Reid, os Chiefs têm sido concorrentes consistentes, chegando aos playoffs em 6 das suas 7 temporadas como treinador, vencendo 4 títulos de divisão

## Propriedade e administração

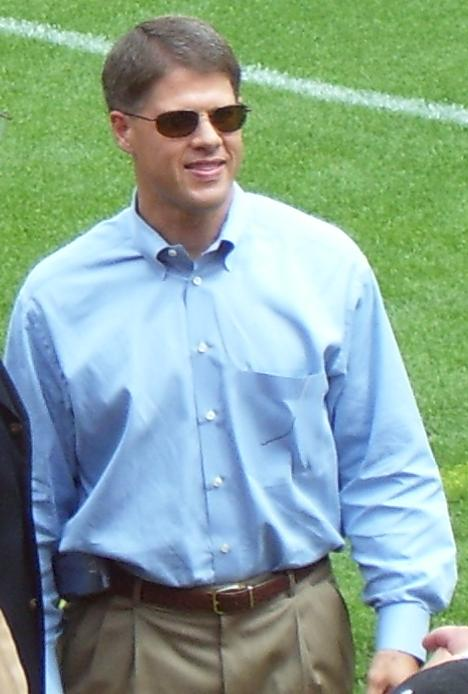
Clark Hunt é o presidente do conselho de administração

A franquia foi fundada em 1959 por Lamar Hunt após uma tentativa fracassada de Hunt de comprar uma franquia da NFL e transferi-los para o Texas. Hunt permaneceu o dono da equipe até sua morte em 2006. A família Hunt manteve a posse da equipe após a morte de Lamar e Clark Hunt, filho de Lamar, representa os interesses da família. O título oficial de Hunt é CEO e Presidente do Conselho, ele representa a equipe em todas as reuniões do proprietário. Em 2010, Hunt assumiu o papel de CEO ao lado de seu papel como presidente do conselho. Segundo a Forbes, a equipe está avaliada em US $ 2,4 bilhões e ocupa o 24º lugar entre as equipes da NFL em 2017.
O proprietário Lamar Hunt serviu como presidente da equipe de 1960 a 1976. Por causa das contribuições de Lamar Hunt para a NFL, o troféu da AFC Championship Game leva o nome dele. Ele promoveu o gerente geral Jack Steadman para presidente da equipe em 1977. Steadman manteve o cargo até que Carl Peterson fosse contratado por Hunt em 1988 para substituí-lo. Peterson renunciou ao cargo de presidente da equipe em 2008. Denny Thum tornou-se presidente interino da equipe após a saída de Peterson e recebeu oficialmente o cargo em maio de 2009. Thum renunciou ao cargo em 14 de setembro de 2010.
Don Rossi serviu como gerente geral da equipe pela metade da temporada de 1960, renunciando em novembro de 1960. Jack Steadman assumiu funções de Rossi e serviu no cargo até 1976. Steadman foi promovido a presidente da equipe em 1976 e apesar de ter sido dispensado dessas funções em 1988, ele permaneceu com a franquia até 2006 em várias posições. Jim Schaaf assumiu a Steadman como gerente geral até ser demitido em dezembro de 1988. Carl Peterson foi contratado em 1988 para atuar como gerente geral da equipe, diretor executivo e presidente de equipe. Peterson permaneceu no cargo por 19 anos até que anunciou sua renúncia da equipe em 2008. Denny Thum atuou como gerente geral interino até 13 de janeiro de 2009, quando os Chiefs nomearam o ex-executivo do New England Patriots, Scott Pioli, como o novo gerente geral da equipe. Pioli foi demitido no início de janeiro após a contratação de Andy Reid e foi substituído por John Dorsey. O histórico de Pioli como gerente geral dos Chiefs era 23-41.
Em 22 de junho de 2017, foi anunciado que os Chiefs haviam demitido Dorsey. Eles contrataram Brett Veach como o novo gerente geral em 10 de julho de 2017.

## Meios de comunicação

### Rádio e televisão
Desde 1989, a KCFX, também conhecida por "101 The Fox", transmitiu todos os jogos do Chiefs em rádio FM sob o nome de The Chiefs Fox Football Radio Network. Desde 1994, Mitch Holthus é o narrador, o ex-quarterback Len Dawson é o comentarista e o ex-longsnapper Kendall Gammon é o repórter de campo. A partir da temporada de 2016, Dawson servirá apenas como comentarista durante os jogos em casa e Gammon nos jogos fora de casa, com Dani Welniak assumindo o papel secundário de Gammon. A Rede de Rádio dos Chiefs se estende por toda a região de seis estados do Missouri, Kansas, Iowa, Nebraska, Oklahoma e Arkansas, com 61 estações afiliadas.
O Canal 5 da KCTV (CBS) transmite a maioria dos jogos de temporada regulares dos Chiefs, com exceções. A KCTV também transmite todos os jogos de pré-temporada do Chiefs. O Canal 4 do WDAF (Fox) transmite jogos nos quais os Chiefs recebem um oponente da NFC. O Canal 41 da KSHB (NBC) transmite todos os jogos em que os Chiefs jogam no Sunday Night Football ou nos playoffs da NFL. O Canal 9 do KMBC (ABC) transmitiu localmente jogos da Sunday Night Football desde 1970.
Antes da temporada de 1994, o WDAF era a principal estação dos Chiefs como um afiliado da NBC (eles foram ao ar no KMBC quando a ABC tinha o pacote da AFL até 1964), já que a NBC tinha o pacote AFC. Os jogos em casa entre conferências foram ao ar na KCTV a partir de 1973 (quando a NFL permitiu a transmissão local de jogos em casa). Após uma semana da temporada de 1994, o WDAF trocou para a Fox (que recebeu o pacote NFC), e transmitiu os jogos caseiros inter-conferências do Chiefs desde então. A maior parte dos jogos da equipe mudou-se para a KSHB até o final da temporada de 1997. Desde então, eles foram ao ar na KCTV, com exceção do jogo da Semana 17 de 2015 contra o Oakland Raiders, que foi ao ar na WDAF quando a NFL mandou o jogo da CBS para a FOX.
Até a pré-temporada de 2015, os radialistas de pré-temporada do Chiefs eram Paul Burmeister, que atuava como narrador, o ex-quarterback Trent Green, como comentarista, e B.J. Kissel, atuava como repórter do KCChiefs.com.

### Afiliados de rádio
Os jogos dos Chiefs são transmitidos no Missouri e no Kansas, bem como partes de Iowa, Oklahoma, Nebraska, Arkansas e South Dakota. As estações nas principais cidades estão listadas abaixo.
| Cidade                   | Sinal | Frequencia       |
| ------------------------ | ----- | ---------------- |
| Kansas City, Missouri    | KCFX  | 101.1 MHz        |
| Jefferson City, Missouri | KBBM  | 100.1 MHz        |
| Springfield, Missouri    | KXUS  | 97.3 MHz         |
| Springfield, Missouri    | KGMY  | 1400 kHz         |
| Joplin, Missouri         | KKOW  | 860 kHz          |
| Manhattan, Kansas        | KMAN  | 1350 kHz         |
| Salina, Kansas           | KINA  | 910 kHz/94.5 MHz |
| Topeka, Kansas           | KDVV  | 100.3 MHz        |
| Wichita, Kansas          | KTHR  | 107.3 MHz        |
| Des Moines, Iowa         | KBGG  | 1700 kHz         |
| Omaha, Nebraska          | KXSP  | 590 kHz          |

## Cultura

### Base de fãs

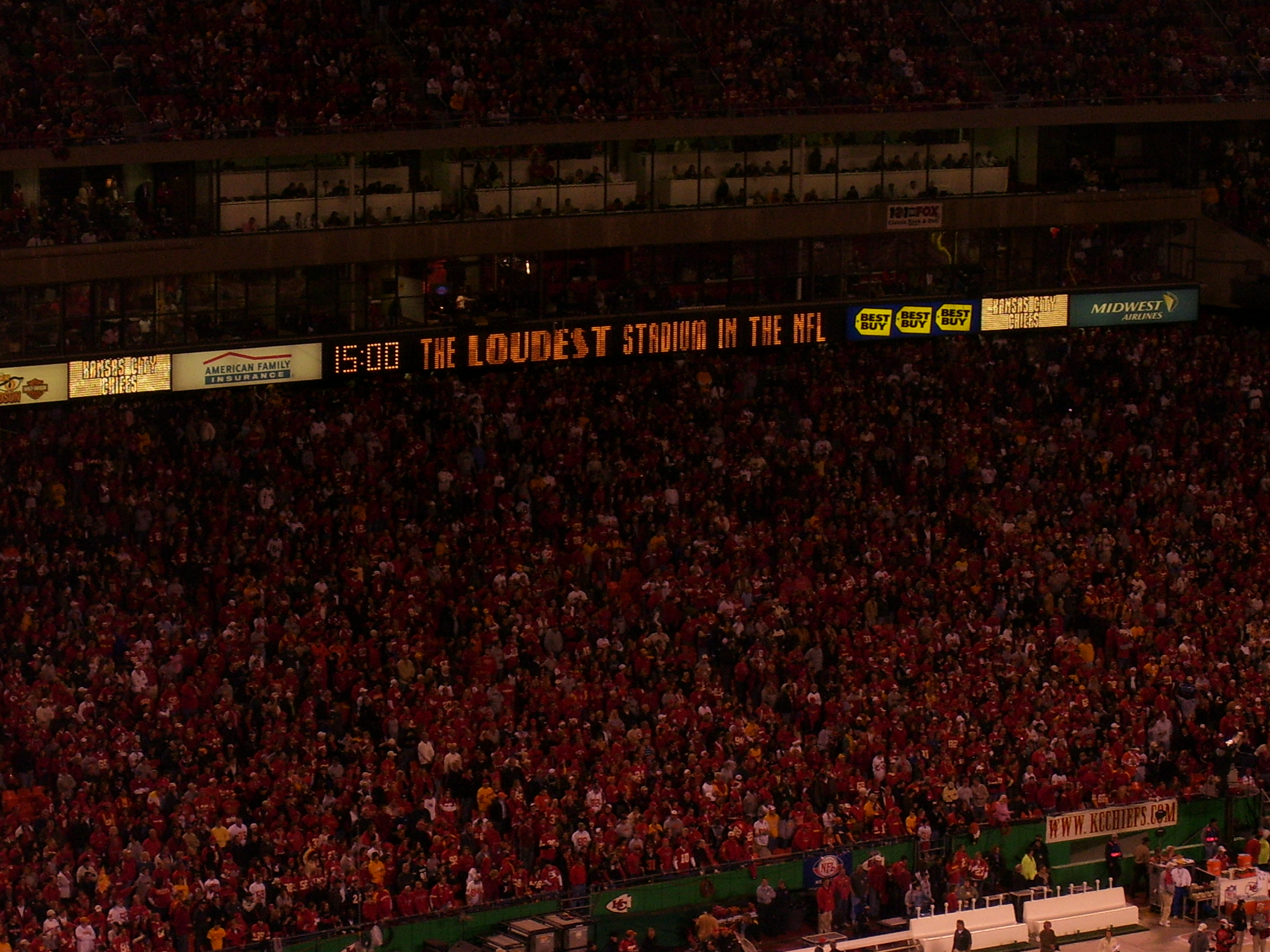
Arrowhead Stadium

Os Chiefs possuem uma das bases de fãs mais leais da NFL. Kansas City é o sexto menor mercado de mídia com uma equipe da NFL, mas eles tiveram a segunda maior média de público na última década. Os Chiefs tiveram uma média de 77.300 torcedores por jogo de 1996 a 2006, segundo na NFL atrás do Washington Redskins. A franquia tem um fã-clube oficial chamado Chiefs Kingdom, que dá aos membros oportunidades para receber benefícios prioritários e tratamento VIP.
No final do hino nacional tocado antes dos jogos em casa, muitos fãs dos Chiefs gritam intencionalmente "CHIEFS!" em vez de cantar "brave" como a palavra final. Em 1996, o gerente geral Carl Peterson disse: "Todos nós esperamos, não apenas em Arrowhead, mas também fora de casa, quando chegarmos à estrofe do Hino Nacional ... Nossos jogadores adoram.". Após os ataques de 11 de setembro de 2001, os fãs de Chiefs se abstiveram de fazê-lo em homenagem àqueles que perderam suas vidas na tragédia e continuaram a fazê-lo pelo restante da temporada de 2001. No jogo de 23 de setembro de 2001 contra o New York Giants, os torcedores aplaudiram de pé os Giants.
Depois de cada touchdown dos Chiefs em casa, os torcedores gritam enquanto apontam na direção da equipe visitante e dos torcedores, "Nós vamos bater em você ... você ... você, você, você, você!" sobre a música "Rock and Roll Part 2". O canto começa depois do terceiro "ei!" na música. A versão original da música de Gary Glitter foi usada até que a NFL baniu a música em 2006, após a condenação do roqueiro britânico por acusações de abuso sexual no Vietnã. Uma versão cover da música do Tube Tops 2000 é tocada desde 2006 em todos os jogos em casa.
Os fãs do Chiefs também seguem uma tradição que começou em Florida State University em meados dos anos 80, usando o Seminole WarChant como um grito de guerra durante momentos importantes em seus jogos. Antes de cada jogo em casa, um ex-jogador dos Chiefs, chamado de líder honorário do tambor, bate em um tambor com uma grande baqueta para iniciar o chop de Tomahawk.
A base de fãs dos Chiefs se expandiu em todo o mundo como muitas outras equipes da NFL. Existe uma conta no Twitter dedicada aos fãs do Chiefs no Reino Unido e foi reconhecido pelo Kansas City Chiefs como a torcida oficial no Reino Unido. Eles têm muitos fãs dedicados escrevendo artigos e entrevistando jogadores da equipe.
Entre os fãs mais famosos incluem Brad Pitt, Paul Rudd, Jason Sudeikis, Henry Cavill, David Koechner, Rob Riggle, Taylor Swift, Heidi Gardner, John Amos, Melissa Etheridge e Eric Stonestreet.
O Arrowhead Stadium também é reconhecido pelo Guinness World Records como o estádio mais barulhento do mundo. Isto foi conseguido em 29 de setembro de 2014 em um Monday Night Football contra o New England Patriots quando a multidão atingiu um rugido de 142,2 decibéis.

### Tony DiPardo
Em vários períodos entre 1963 e a temporada de 2008, o trompetista Tony DiPardo e o The T.D. Pack Band tocaram música ao vivo em todos os jogos em casa dos Chiefs. A banda era conhecida como The Zing Band quando a equipe estava localizada no Estádio Municipal. DiPardo foi homenageado pelo treinador Hank Stram em 1969 com um anel do Super Bowl do Super Bowl IV. Quando sua saúde estava em declínio, DiPardo tirou uma licença da banda de 1983 a 1988. A filha de DiPardo assumiu a liderança em 1989, quando DiPardo retornou à banda por demanda popular. Para a temporada de 2009, devido a reformas no Arrowhead Stadium, a banda não voltou a se apresentar no estádio.
DiPardo morreu em 27 de janeiro de 2011, aos 98 anos de idade. Ele havia sido hospitalizado desde dezembro de 2010, após sofrer um aneurisma cerebral.